# 北日本放送
北日本放送株式会社（きたにほんほうそう、英: Kitanihon Broadcasting Co., Ltd.）は、富山県を放送対象地域としたラテ兼営の特定地上基幹放送事業者である。
通称・略称はKNB。

## 概要
テレビは日本テレビ系列（NNN / NNS）で、リモコンキーIDは「1」。AMラジオはJRNとNRNのクロスネット。NNN系列局のラテ兼営局の中では四国放送（JRT）と並ぶ最も歴史が古い放送局でもある。
系列新聞は北日本新聞および読売新聞。テレビ・ラジオともにニュースタイトルは『KNBニュース』。かつては『北日本新聞ニュース』も放送されたが、現在はすべて『KNBニュース』に統一されている。
元々、ラジオ局として開局したためか、読売新聞との資本関係がないものの（TBSテレビ系列局のチューリップテレビに読売新聞との資本関係あり）、有価証券報告書によると日本テレビホールディングスの株式のうち1157000株を保有している。ただし、ラジオでは1980年代から1990年代にかけての一時期にプロ野球中継との兼ね合いで『読売新聞ニュース』が放送されていたこともある。現在では読売新聞のローカルCMも数多く流れる他、共催イベントも増えてきている。
現行の略称ロゴマークは、2002年（平成14年）の開局50周年を機に、ゆっちゅ・めっぴとともに制定・変更されたもの（社名ロゴは変更せず）。それより前、1997年（平成9年）から2001年（平成13年）までは羽根の付いた卵形の円（青を基調とした）に「KNB」と書かれていたものを使用していた。ただし、当時の正式なロゴは開局時から使用されていたKNBを模った多角形のロゴであった。
現社屋は40年以上使用されているが、壁面の文字は2度変更されている。初代は当時のKNBの正式なロゴで、2代目はゴシック体で「KNB 北日本放送」（ニイスのJTCウィンSタイプの書体）、3代目は南面ではゆっちゅの下に、KNBの現ロゴ、東面に社名ロゴが貼り付けられている。
新聞のテレビ・ラジオ欄では「KNBテレビ」および「KNBラジオ」と表記するところが多いが、かつては、「北日本テレビ」および「北日本ラジオ」と表記されることが多かった。スポーツ報知においては「北日本テレビ」と表記していたが、途中から他紙と同じく「KNBテレビ」と変更された。なお、富山新聞や石川県の北國新聞は一時期「KNBラジオ」ではなく「KNB放送」と表記していた。
地方民放では、ニューメディアの導入を地方で一番早くかつ積極的に行っている特徴がある。アナログ・テレビ期に於いての地方初のカラー放送（1962年〈昭和37年〉7月22日）及び音声多重放送（1978年〈昭和53年〉12月23日）、地上デジタルテレビの地方初放送（2004年〈平成16年〉10月1日）、全国民放初のハイビジョンのデジタル放送機器の完備（2006年〈平成18年〉1月16日）、AMラジオ局としての全国初のFM中継局開局（1991年〈平成3年〉9月27日、新川超短波局。周波数：80.1MHz、出力：50W）及びワイドFMの開局（2014年〈平成26年〉12月1日。周波数：90.2MHz、出力：1KW）も、北日本放送が地方又は全国初である経歴をもつ。
主な受賞歴に『KNB報道スペシャル ふるさとの亀裂～地震と過疎と原発と～』が2024年日本民間放送連盟賞 番組部門ラジオ報道番組最優秀賞、『でるラジ 氷見を元気に!富山を元気に!能登にも届け!』が同賞 番組部門ラジオ生ワイド優秀賞、『KNB報道スペシャル 統一教会と富山政界』が2023年日本民間放送連盟賞 ラジオ番組準グランプリ、番組部門ラジオ報道番組 最優秀賞、『駅ナカ保健室 性教育は誰のものか』が同賞 番組部門テレビ教養番組 優秀賞、『KNBふるさとスペシャル「エジソンは夢の途中」』が2017年度日本民間放送連盟賞 番組部門テレビエンターテインメント番組 最優秀賞を受賞した。同局はこれまで数多くの番組や広告で様々な賞を受賞している。1996年（平成8年）以降の受賞歴はこちらを参照のこと。
テレビでは、テレビ金沢が開局するまでは、石川県（金沢市や能登地方）の『NNNニュース』取材と『ザ・トップテン』『歌のトップテン』『ズームイン!!朝!』の生中継を担当したことがある（但し、小松市や加賀市など南加賀地域は、福井放送が取材・生中継を担当した）。長らく終夜放送を実施していなかったが、2024年（令和6年）4月29日より日テレNEWS24のサイマル放送による通常時終夜放送を開始。これにより東海・北陸6県のNNN系列局4社すべてで終夜放送を実施することとなった。ただし、各種放送設備の大規模修繕工事実施日は終夜放送を取りやめる場合がある。
視聴率は、2022年度の世帯視聴率が15年連続、個人視聴率が3年連続で3冠を達成した。

## 事業所[13]
本社
富山県富山市牛島町10番18号
高岡支社
富山県高岡市末広町1番8号 ウイング・ウイング高岡4階
新川支社
富山県魚津市新金屋1丁目12番38号 インテリジェントセンタービル3階
東京支社
東京都中央区銀座8丁目11番1号 銀座GSビル2号館2階
大阪支社
大阪府大阪市北区堂島浜1丁目6番20号 堂島アバンザ5階
名古屋支社
愛知県名古屋市中区丸の内3丁目19番1号 ライオンビル6階
金沢支社
石川県金沢市南町6番1号 朝日生命金沢ビル12階

### かつて存在した事業所
砺波支社
富山県砺波市太郎丸2丁目129番地 北日本新聞砺波支社2階（2023年（令和5年）4月1日に高岡支社に業務を統合）

## 資本構成

### 2023年3月31日
出典:
| 資本金      | 発行済株式総数 | 株主数 |
| ----------- | -------------- | ------ |
| 2億3000万円 | 230,000株      | 440    |

| 株主                 | 株式数   | 比率  |
| -------------------- | -------- | ----- |
| 北陸電力             | 18,500株 | 9.01% |
| 北日本放送社員持株会 | 15,596株 | 7.59% |
| 富山県               | 12,880株 | 6.27% |
| 横山哲夫             | 12,120株 | 5.90% |
| 北日本新聞社         | 11,500株 | 5.60% |
| 北陸銀行             | 10,271株 | 5.00% |
| 富山地方鉄道         | 08,451株 | 4.11% |
| 富山第一銀行         | 08,300株 | 4.04% |
| 富山銀行             | 07,800株 | 3.80% |
| 富山市               | 07,794株 | 3.79% |

### 過去の資本構成
企業・団体の名称、個人の肩書は当時のもの。出典：

## 沿革

### 20世紀

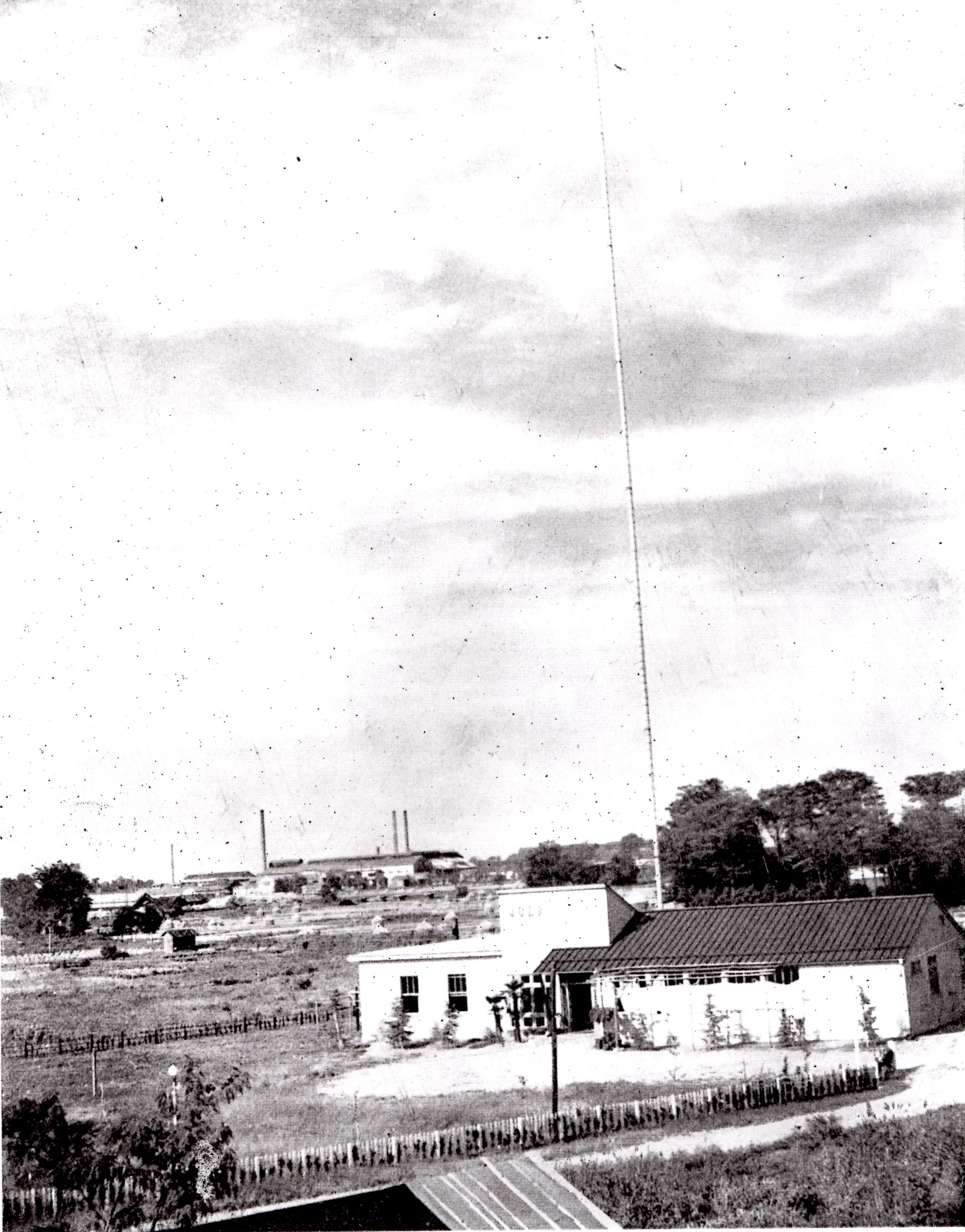
1954年（昭和29年）『富山博記念写真帳』に収められている写真。原題は「北日本放送全景」

- 1948年（昭和23年）12月24日 - 北國新聞社が石川県金沢市に本社を置き、北陸3県を放送エリアとする「北陸文化放送」（後の北陸放送）の予備免許を申請。これに危機感を覚えた北日本新聞社の中山輝編集局長が首脳部に民間ラジオ局の免許を申請すべきと進言している。この時は誰1人耳を貸さなかったが、これが後の北日本放送開局に繋がるきっかけとなる[21]。
- 1951年（昭和26年）
  - 2月15日 - 北日本放送（株）設立発起、免許申請[22]。創立事務所を北日本新聞社総務局内に設置[23]。
  - 4月21日 - 呼出符号JOLR・周波数620kc・出力500Wで、予備免許交付[22][24]。
- 1952年（昭和27年）
  - 1月12日 - 発起人総会[24]。
  - 2月5日 - 火曜クラブ（現・地方民間放送共同制作協議会）に参加。発起4社のうちの一社。
  - 3月14日 - 設立[24]。
  - 3月24日 - 入船町の3,500坪にて、13時より起工式[25]。
  - 4月1日 - 北日本新聞社東京支社内に東京支社を開設[26]。
  - 6月 - 北日本新聞社大阪支社の2階に大阪支社を開設[26]。
  - 6月14日 - 初代社屋スタジオが富山市湊入船町（現在KNB入船別館が建つ土地）にて竣工[24]（施工は竹中工務店[25]）。同時に北日本新聞社内に第3スタジオを設置[24]。なお、完成までは北日本印刷を間借りしていた[27]。
  - 6月18日 - ラジオ試験放送開始（当初は6月15日の予定であった）。最初に流れた音声は「JOLR、こちらは北日本放送でございます。周波数620kc、出力500W、ただいま試験電波発射中でございます」であった（2度目のアナウンス。1度目は電波が出なかったため流れず）。電波は富山はもちろん石川、長野、岐阜、新潟、さらには北海道、福島、広島、大阪、静岡、名古屋などからも極めて明瞭に受信された[28]。
  - 6月23日 - 本免許交付[22]（認可第9571号）[24]。
  - 7月1日 - 午前5時30分より全国13番目（四国放送と同日）、北陸では2番目（北陸放送の2か月後）にラジオ中波放送開始。周波数：620kc。当時の局舎は富山市湊入船町（現在KNB入船別館が建つ土地）にあった[29]。
  - 8月25日 - 工場財団「北日本放送株式会社」発起[30]。
  - 11月12日 - 昼間の出力1kW増力免許[22]。
- 1953年（昭和28年）
  - 2月1日 - 当局・北陸放送・福井放送の3局で「ラジオ北陸連盟」を結成[22]。
  - 8月1日 - 740kcに周波数変更[22]。
  - 12月28日 - テレビ放送局免許申請[22]（全国では21番目[31]）。
- 1954年（昭和29年）
  - 4月15日 - 高岡市桜馬場通に高岡支社を開設[32]。
  - 6月25日 - 北日本新聞社新社屋建築に伴い、同社編集局隣接のニュース専用のスタジオ（第三スタジオ、半坪）を閉鎖し、本社スタジオに統合[33]。
  - 9月20日 - 自家発電装置完成、第4スタジオ、新事務所（12坪）を増設[34]。
  - 同年より全日放送となる[35]。
- 1956年（昭和31年）
  - 4月20日 - 本社 - CBCラジオ間中継線開通[34]。
  - 9月10日 - 魚津大火を速報。なお、この速報は1957年4月20日の第五回民放祭番組コンクール全国審査でラジオ報道『魚津大火速報』として入賞した[36]。
  - 10月1日 - ラジオ送信所の夜間増力実施し、昼夜通して1kWで送信[22]。
- 1957年（昭和32年）
  - 3月30日 - FM放送局免許申請[37]。
  - 4月30日 - 「ラジオ北陸連盟」解散[22]。
  - 5月1日 - 東京、大阪、名古屋、金沢の各支社が正式に開設される[38]。
  - 7月26日 - 本社 - 名古屋 - 東京支社間の専用線完成[39]。
  - 10月22日 - 郵政省認可第1,286号を以てテレビ放送局予備免許が与えられる[39]。
- 1958年（昭和33年）
  - 3月14日 - テレビ予備免許交付[22]。
  - 3月29日 - 新社屋の建設敷地を牛島町1875に決定[40]。当初は北日本新聞社の隣接地に5 - 6階建ての社屋を建設することも検討されていたが、敷地不足により実現しなかった[41]。
  - 7月20日 - 新社屋着工（設計者は日建設計公務、工事者は佐藤工業）[42]。
- 1959年（昭和34年）
  - 1月9日 - テレビ送信所完成[43]（同年3月11日とする記述もある[44]）。
  - 2月19日 - 取締役会で、スポーツ（特に後楽園球場を中心とするプロ野球）が、地元の最も熱望する人気番組である等の事情を組んで、日本テレビとネットを組むことが決まる[45]。
  - 2月25日 - TV中継車を導入[39]。
  - 3月11日 - テレビ送信所の内装工事が完工[46]。
  - 3月12日[22] - 牛島町（現在地）に新社屋（鉄筋コンクリート造3階建て一部4階建て、延床面積1,980m2[47]、屋上に20mの鉄塔およびパラボラアンテナを設置[46]）が完成し、移転[43][注 2]。
  - 3月15日 - テレビ放送、中継局免許が交付され、試験放送を開始[50]。
  - 3月19日 - テレビの系列を日本テレビ系列と正式に定める[51]。
  - 3月25日 - テレビ放送、サービス放送開始[47]。
  - 4月1日 - 午前9時40分、『開局をお祝いして』よりテレビ本放送（JOLR-TV）開始[52]。
- 1961年（昭和36年）
  - 7月10日 - 本社別館2階増築が、佐藤工業により着工[53]。
  - 12月25日 - 本社別館2階増築完工。同時に新たに400坪の用地を購入[53]。
- 1962年（昭和37年）
  - 4月17日 - 開局10周年記念出版として『北日本放送十年史』を発行（336ページ）[54]。
  - 7月18日 - カラーテレビ放送の試験放送開始[55]。
  - 7月22日 - 民放ローカルテレビ局初のカラーテレビ放送開始[注 3]。最初に放送されたカラー番組は、12時15分から放送の『うちの奥さん 隣のママさん』（読売テレビ制作）であった[55]。
- 1964年（昭和39年）4月1日 - 日本のワイドショーの草分け『木島則夫モーニングショー』（NET〔現：テレビ朝日〕制作）を地方局として唯一第1回からネット放送開始[56]。
- 1969年（昭和44年）
  - ローカルテレビニュースをカラー化。
  - カラー中継車を導入。同年10月27日放送の読売テレビ制作・日本テレビ系の全国ネットの番組『スターと飛び出せ歌合戦』（富山市民会館での収録）[57]や、同年11月16日放送の日本テレビ系の全国ネット生番組『おくにじまん日本一』の富山市公会堂からの生放送にも使われた[58][59]。
- 1973年（昭和48年） - サテライトスタジオを大和富山店に開設。
- 1976年（昭和51年）4月8日 - 旧社屋の狭小、老朽化に伴い、現社屋着工[60]。
- 1978年（昭和53年）
  - 5月17日 - 現社屋竣工（鉄骨鉄筋コンクリート造地下1階地上10階建て、延床面積8,100 mm、総事業費26億円）。新築に合わせてテレビスタジオを従来の約3倍の280 m2に拡大し、民放局では初めてコンピュータ制御による自動番組送り出し装置などの各種新鋭機材が導入された[61]。
  - 6月 - テレビ音声多重放送実用化試験局開設を申請[62]。
  - 10月20日 - 郵政省（現・総務省）から音声多重放送の予備免許の交付を受ける（ローカル局では初、毎日放送、関西テレビ放送と同日）[63]。
  - 11月23日 - ITU（国際電気通信連合）の取り決めによる9kHzステップへの変更に伴い、ラジオ放送の周波数を738kHzに変更。5時の時報後には試験電波発射開始のアナウンスの声で「JOLR、JOLR、JOLR、こちらは北日本放送です。ただいまから、周波数738kHz、出力5kWで、試験電波を発射いたします。」
  - 12月23日 - 地方テレビ局初の音声多重放送開始[64]。（当初は2か国語放送と、ネット回線受けを除く（ビデオ送りを含むローカル送出による）ステレオ放送のみ。）
- 1979年（昭和54年）8月8日 - 当時の電電公社の東名阪及び北陸(金沢)回りに於いての、テレビネット中継回線のステレオ化工事が完了。これに伴い、ネット回線受けのテレビでのステレオ放送が可能となる[65]。
- 1983年（昭和58年）
  - CMバンク導入。
  - 9月 - 開局30周年記念出版として『社報復刻版』を発行（871ページ）。
- 1987年（昭和62年）
  - 12月15日 - 試験的に外国電波が混信する夕方から深夜のラジオ放送終了時間までの時間帯にて、日本初のテレビの副音声を利用したラジオ放送を開始（前日の12月14日に免許交付）[66][注 4]。
- 1988年（昭和63年）12月24日 - 高岡ラジオ中継局が運用開始[67]。
- 1989年（平成元年）12月20日 - クリアビジョン運用開始[68]。
- 1991年（平成3年）
  - 1月 - 文字多重放送の予備免許交付[69]。
  - 2月22日 - 北陸通信電気監理局から文字多重放送の本免許状交付[69]。
  - 2月26日 - 全国24番目に文字多重放送開始（字幕放送のみを行う文字多重放送局としては日本初）[69]。
  - 3月20日 - 富山県東部を対象にしたFM中継局の設置を北陸電気通信監理局に申請[70]。
  - 6月11日 - 新川FM中継局の予備免許を交付[71]。
  - 9月27日 - 難聴取対策として新川超短波局がFM 80.1MHz、50Wで運用開始（民放AMラジオ局で初めてのFM中継局）[72]。
- 1995年（平成7年）7月4日 - 地上4階建て延床面積3,460m2の新館が本社ビル西側に完成（1階：駐車場、2階：番組の送出センター、3階：情報センター、4階：機械室）。同日、別館3階の情報センター運用開始[73]。

### 21世紀
- 2004年（平成16年）
  - 7月1日 - 地上デジタル放送対応のマスター更新（東芝製）。同時に地上デジタル放送の試験放送開始[74]。
  - 10月1日 - 民放ローカルテレビ局初の地上デジタル放送（JOLR-DTV）開始[75]（日本テレビ系列局では、日本テレビ（JOAX-DTV）・中京テレビ（JOCH-DTV）・読売テレビ（JOIX-DTV）に次いで4番目）。
- 2005年（平成17年）6月2日 - 世界初となる公共交通機関でのハイビジョン受信デモを富山地方鉄道富山軌道線7015号で開始[76][77]。
- 2006年（平成18年）
  - 1月16日 - ハイビジョンニュースシステム運用開始。また、衛星中継や県内各支社からのニュース映像もハイビジョン伝送が可能となった。これをもってKNBでのデジタル放送機器の整備が全て完了（全国の民間放送では初）。
  - 2月17日 - 携帯端末向け地上デジタル放送サービス『ワンセグ』の試験放送開始。
  - 4月1日 - ワンセグの本放送開始。
- 2008年（平成20年）4月 - 社屋壁面の文字がゆっちゅとKNBのネオン式のロゴに取り替えられる。
- 2010年（平成22年）3月1日 - 機構改革の一環として、ラジオセンターなどを廃止。
- 2011年（平成23年）7月24日 - アナログ放送終了。
- 2012年（平成24年）
  - 1月1日 - 開局60周年を記念して山下達郎が制作したステーションジングルの放送を2013年（平成25年）3月31日までの期間限定で開始。
  - 4月2日 - インターネットIPサイマルラジオ「radiko」に参加[78]。12:00より富山エフエム放送と共に富山県内のみにて開始（エリアフリーの「radiko.jpプレミアム」開始時（2014年（平成26年）4月1日）にはFMとやまが参加したが、当局は参加せず。）。
  - 10月1日 - 難聴取対策としてKNBでは2局目となる砺波超短波局（FM 80.1MHz 10W）が予備免許で送信開始。
  - 10月2日 - 砺波超短波局が本放送開始[78]。
- 2013年（平成25年）1月25日 - 富山民放3局共同キャンペーン テレビはイ・ロ・ハ!?開始。
- 2014年（平成26年）
  - 8月19日 - 北陸総合通信局が災害対策用FM補完中継局の予備免許を付与[79]。
  - 11月26日 - 北陸総合通信局が災害対策用FM補完中継局の本免許を付与[79]。
  - 12月1日 - 難聴取対策および災害発生時の対策として呉羽山から90.2MHzのFM中継局の運用を開始[80][79]（地方局としては全国で初めて[81]）。
- 2015年（平成27年）4月11日 - KNB入船別館1階イベントスペースに児童向け施設『KNBいりふねこども館』がオープン[78]。
- 2016年（平成28年）12月12日 - ラジオ第3スタジオが9月からの改修工事を経てリニューアル。スタジオ内にFMの音響を導入して生放送番組の音質を向上したほか、「まちスタ」と呼ばれる待機スペースを導入。
- 2017年（平成29年）3月31日 - 12:00より「radiko.jpプレミアム」未参加の四国放送と共にradikoプレミアムへ参加。
- 2018年（平成30年）9月10日 - 「NNS標準営放システム」サービス提供開始[82]。
- 2019年（令和元年）11月11日 - FM90.2MHzで、全国同時ネットのラジオ番組がモノラルからステレオに対応。これ以降その他各局も順次同じくステレオに対応・拡大する。
- 2020年（令和2年）6月30日 - 2019年10月13日に放送された、ローカル番組『人生100年時代を楽しもう!自分に合った資産形成を考える』について、放送倫理・番組向上機構（BPO）の放送倫理検証委員会は「広告放送であるとの誤解を招く」として放送倫理違反に認定[83][84][85][86][87][88]。
- 2021年（令和3年）1月27日 - 国際連合が主導で進める『SDGメディア・コンパクト』に北信越のメディアで初めて加盟[89]。
- 2024年（令和6年）4月29日 - 日テレNEWS24のサイマル放送による通常時終夜放送を開始。これにより東海・北陸6県のNNN系列局すべてで終夜放送を実施することとなった。
- 2025年（令和7年）10月1日（予定） - 完全子会社のKNB・F（2015年設立）を吸収合併する予定[90]。

## ラジオ

### 編成概要
1988年12月までは5:00開始 - 翌日3:00（日曜付は月曜1:00）までの22時間（日曜のみ20時間）の放送だったが、1989年1月の『走れ!歌謡曲』ネット開始以降は月曜未明を除く24時間放送に移行。放送開始基点は5時となっている。
2023年現在、 月曜未明 が放送休止となっている。

### ネットワークの移り変わり
- 1952年 - この年に発足した火曜クラブ（現在の火曜会）に加盟。
- 1965年5月3日 - この日発足したNRNに加盟。
- 1980年12月1日 - JRNに加盟。NRNとのクロスネットとなる。

### ラジオ周波数
なお、送信所は当初婦負郡四方町田尻地区（現・富山市田尻地区）または呉羽山頂に置かれる予定であった。また、当初の送信所は婦負郡長岡村西山（現・富山市の呉羽山頂御野立所付近）となっていた。呉羽山頂の案は面積が狭くアース埋設が不能であることが判明している。
演奏所（社屋）についても当初は北陸夕刊新聞社（後の北日本印刷）から大和百貨店への変更も検討されたが、ブランケットエリア、アース埋設の問題もあることから、送信所、スタジオを同一箇所にて建設することになった。送信塔については、当初は経営面の見通しが立たなかったため高さ60mの木柱2本（木柱間に空中線を張った）を建て、それぞれ八方針金で支える構造であったが、1957年11月29日には高さ114m、基部の直径40cmの頂冠付鉄柱が完成した。

### 現在放送中の番組
2025年4月時点。詳細は、公式サイトの ラジオ番組表 を参照。
自社制作番組は太字。

#### 随時放送
- KNBニュース（詳細は当該項目を参照）
- 交通情報
- 天気予報
- KNB今週の1曲（月曜 - 金曜 6:55 ｰ 7:00、16:00 - 16:05、土曜 8:25 - 8:30、月・火曜 18:25 - 18:30（年度上半期のみ、『荻上チキ・Session』内）、月・火曜 19:40頃（『荻上チキ・Session』内フロート番組直後）[注 7]）

#### 平日
| 時                                                | 月曜日 | 火曜日 | 水曜日                                                           | 木曜日                                                                             | 金曜日                                                           |
| ------------------------------------------------- | --- | --- | ---------------------------------------------------------------- | ---------------------------------------------------------------------------------- | ---------------------------------------------------------------- |
| 5                                                 | 5:00 アナログ専科 （栃木放送） | 5:00 はやしべさとし～叙情歌を道連れに～                                                                                           | 5:00 福田こうへいのゆっくり行ぐべぇ〜（IBC岩手放送）             | 5:00 明日への扉〜いのちのラジオ〜 ～未来へ向かって～栄光のレジェンド（ラジオ関西） | 5:00 三山ひろしの演歌の夜明け（スバルプランニング）              |
| 5                                                 | 5:00 アナログ専科 （栃木放送） | 5:15 健康イキイキ! | 5:15 解決!知っ得プレミアム                                       | 5:00 明日への扉〜いのちのラジオ〜 ～未来へ向かって～栄光のレジェンド（ラジオ関西） | 5:15 解決!知っ得プレミアム                                       |
| 5                                                 | 5:30 Brand-New Morning（TBSラジオ）                                                                                               | |                                                                  |                                                                                    |                                                                  |
| 6                                                 | | |                                                                  |                                                                                    |                                                                  |
| 6:30 心の灯                                       | | |                                                                  |                                                                                    |                                                                  |
| 6:35 おはよう寺ちゃん ニュース最前線（文化放送）  | | |                                                                  |                                                                                    |                                                                  |
| 6:55 今旬!インフォメーション                      | 6:55 今旬!インフォメーション | 6:55 小倉・IMALUの○○玉手箱 | 6:55 イトーとスドーのモノ申し隊!                                 | 6:55 健康生活インフォメーション                                                    |                                                                  |
| 6:55 今旬!インフォメーション                      | 6:55 今旬!インフォメーション | 6:55 小倉・IMALUの○○玉手箱 | 6:55 イトーとスドーのモノ申し隊!                                 | 6:55 健康生活インフォメーション                                                    | 7                                                                |
| 7:10 お早う!ニュースネットワーク（ニッポン放送）  | | |                                                                  |                                                                                    |                                                                  |
| 7:25 羽田美智子のいってらっしゃい（ニッポン放送） | | |                                                                  |                                                                                    |                                                                  |
| 7:30 KNBニュース・交通情報・富山市だより          | | |                                                                  |                                                                                    |                                                                  |
| 7:45 コレラジ!                                    | | |                                                                  |                                                                                    |                                                                  |
| 8                                                 | 8:00 話題のアンテナ 日本全国8時です（TBSラジオ）                                                                                  | 8:00 話題のアンテナ 日本全国8時です（TBSラジオ）                                                                                  | 8:00 話題のアンテナ 日本全国8時です（TBSラジオ）                 | 8:00 話題のアンテナ 日本全国8時です（TBSラジオ）                                   | 8:00 話題のアンテナ 日本全国8時です（TBSラジオ）                 |
| 8                                                 | 8:15 天気予報 | |                                                                  |                                                                                    |                                                                  |
| 8                                                 | 8:25 武田鉄矢・今朝の三枚おろし（文化放送）                                                                                       | |                                                                  |                                                                                    |                                                                  |
| 8                                                 | 8:30とれたてワイド朝生! ▽10:35（月）北陸ネット3県ポン ▽11:30 ランチリクエスト（NRN系企画ネット番組）                              | |                                                                  |                                                                                    |                                                                  |
| 9                                                 | | |                                                                  |                                                                                    |                                                                  |
| 10                                                | | |                                                                  |                                                                                    |                                                                  |
| 11                                                | | |                                                                  |                                                                                    |                                                                  |
| 12                                                | 12:00 KNBデイリーライン ▽12:01 ランチタイム ニュース（文化放送）                                                                  | 12:00 KNBデイリーライン ▽12:01 ランチタイム ニュース（文化放送）                                                                  | 12:00 KNBデイリーライン ▽12:01 ランチタイム ニュース（文化放送） | 12:00 KNBデイリーライン ▽12:01 ランチタイム ニュース（文化放送）                   | 12:00 KNBデイリーライン ▽12:01 ランチタイム ニュース（文化放送） |
| 12                                                | 12:12 天気予報 | |                                                                  |                                                                                    |                                                                  |
| 12                                                | 12:15 健康生活インフォメーション                                                                                                  | 12:15 納得健康15分 | 12:15 今旬!インフォメーション                                    | 12:15 健康生活インフォメーション                                                   | 12:15 今旬!インフォメーション                                    |
| 12                                                | 12:30 河村通夫の大自然まるかじりライフ （マール）                                                                                 | |                                                                  |                                                                                    |                                                                  |
| 12                                                | 12:40 でるラジ | 12:40 でるラジ | 12:40 でるラジ                                                   | 12:40 でるラジ                                                                     | 12:40 でるラジ                                                   |
| 13                                                | | |                                                                  |                                                                                    | 12:40 でるラジ                                                   |
| 14                                                | | |                                                                  |                                                                                    | 12:40 でるラジ                                                   |
| 15                                                | | |                                                                  |                                                                                    | 12:40 でるラジ                                                   |
| 15:30 長野智子アップデート（文化放送）            | | |                                                                  |                                                                                    |                                                                  |
| 16                                                | | |                                                                  |                                                                                    | 16:00 パーク・マンサーのAHOラジ                                  |
| 16                                                | 16:30 KNBニュース・交通情報 | |                                                                  |                                                                                    |                                                                  |
| 16                                                | 16:35 東京大衆歌謡楽団の京都大衆歌謡ラジオ                                                                                        | 16:35 小倉・IMALUの○○玉手箱 | 16:35 ピックアップラジオショッピング                             | 16:35 ピックアップラジオショッピング                                               | 16:35 朗読のヒロバ（TBSラジオ）                                  |
| 16                                                | 16:35 東京大衆歌謡楽団の京都大衆歌謡ラジオ                                                                                        | 16:35 小倉・IMALUの○○玉手箱 | 16:35 ピックアップラジオショッピング                             | 16:35 ピックアップラジオショッピング                                               | 16:45 KNB今週の1曲                                               |
| 16                                                | 16:50 あなたにハッピー・メロディ（ニッポン放送）                                                                                  | |                                                                  |                                                                                    |                                                                  |
| 17                                                | 17:00 ニュース・パレード（文化放送）                                                                                              | 17:00 ニュース・パレード（文化放送）                                                                                              | 17:00 ニュース・パレード（文化放送）                             | 17:00 ニュース・パレード（文化放送）                                               | 17:00 ニュース・パレード（文化放送）                             |
| 17                                                | 17:15 健康百年道場 | 17:15 健康百年道場 | 17:15 健康百年道場                                               | 17:15 健康百年道場                                                                 | 17:15 太田豊のオンガクマンダラ                                   |
| 17                                                | 17:30 ネットワークトゥデイ（TBSラジオ）                                                                                           | |                                                                  |                                                                                    |                                                                  |
| 17                                                | 17:45 イブニングbox | |                                                                  |                                                                                    |                                                                  |
| 18                                                | 18:00 荻上チキ・Session（TBSラジオ） ▽18:20（年度上半期のみ）・19:30・20:55 天気予報 ▽18:25（年度上半期のみ）・19:40 KNB今週の1曲 | 18:00 荻上チキ・Session（TBSラジオ） ▽18:20（年度上半期のみ）・19:30・20:55 天気予報 ▽18:25（年度上半期のみ）・19:40 KNB今週の1曲 | 18:00 KNBダイナミックナイター                                    | 18:00 KNBダイナミックナイター                                                      | 18:00 KNBダイナミックナイター                                    |
| 19                                                | 18:00 荻上チキ・Session（TBSラジオ） ▽18:20（年度上半期のみ）・19:30・20:55 天気予報 ▽18:25（年度上半期のみ）・19:40 KNB今週の1曲 | 18:00 荻上チキ・Session（TBSラジオ） ▽18:20（年度上半期のみ）・19:30・20:55 天気予報 ▽18:25（年度上半期のみ）・19:40 KNB今週の1曲 | 18:00 KNBダイナミックナイター                                    | 18:00 KNBダイナミックナイター                                                      | 18:00 KNBダイナミックナイター                                    |
| 20                                                | 20:00 アフター6ジャンクション2（TBSラジオ）                                                                                       | 20:00 アフター6ジャンクション2（TBSラジオ）                                                                                       | 18:00 KNBダイナミックナイター                                    | 18:00 KNBダイナミックナイター                                                      | 18:00 KNBダイナミックナイター                                    |
| 21                                                | 21:00 志の輔&雷鳥のなんでか?ニッポン（再放送）                                                                                    | 21:00 レディオ・グラフィティ 〜音楽の風に吹かれて〜（再放送）                                                                     | 21:00 水曜日のカツオボーイズ（高知放送）                         | 21:00 ひなたまつり（新潟放送）                                                     | 21:00 キョートリアル!コンニチ的チュートリアル（KBS京都）         |
| 21                                                | 21:30 伊奈かっぺい・ことわざのわざ（青森放送）                                                                                    | 21:30 朝倉さやのモウバンゲダドリャ!（山形放送）                                                                                   | 21:30 宮川賢のまつぼっくり王国（TBCラジオ）                      | 21:30 オキシジェンのラジオスープレックス（山陰放送）                               | 21:30 問わず語りの神田伯山（TBSラジオ）                          |
| 22                                                | 22:00 レコメン!（文化放送） | 22:00 レコメン!（文化放送） | 22:00 レコメン!（文化放送）                                      | 22:00 レコメン!（文化放送）                                                        | 22:00 武田砂鉄のプレ金ナイト（TBSラジオ）                        |
| 23                                                | 22:00 レコメン!（文化放送） | 22:00 レコメン!（文化放送） | 22:00 レコメン!（文化放送）                                      | 22:00 レコメン!（文化放送）                                                        | 22:00 武田砂鉄のプレ金ナイト（TBSラジオ）                        |
| 23:30 プチ鹿島のラジオ19XX（山梨放送）            | 22:00 レコメン!（文化放送） | 22:00 レコメン!（文化放送） | 22:00 レコメン!（文化放送）                                      | 22:00 レコメン!（文化放送）                                                        |                                                                  |
| 0                                                 | 22:00 レコメン!（文化放送） | 22:00 レコメン!（文化放送） | 22:00 レコメン!（文化放送）                                      | 22:00 レコメン!（文化放送）                                                        | 0:00 嵐・相葉雅紀のレコメン!アラシリミックス（文化放送）         |
| 1                                                 | 1:00 山田裕貴のオールナイトニッポン（ニッポン放送）                                                                               | 1:00 星野源のオールナイトニッポン（ニッポン放送）                                                                                 | 1:00 乃木坂46のオールナイトニッポン（ニッポン放送）              | 1:00 ナインティナインのオールナイトニッポン（ニッポン放送）                        | 1:00 霜降り明星のオールナイトニッポン（ニッポン放送）            |
| 2                                                 | 1:00 山田裕貴のオールナイトニッポン（ニッポン放送）                                                                               | 1:00 星野源のオールナイトニッポン（ニッポン放送）                                                                                 | 1:00 乃木坂46のオールナイトニッポン（ニッポン放送）              | 1:00 ナインティナインのオールナイトニッポン（ニッポン放送）                        | 1:00 霜降り明星のオールナイトニッポン（ニッポン放送）            |
| 3                                                 | 3:00 キタニタツヤのオールナイトニッポン0(ZERO)（ニッポン放送）                                                                    | 3:00 あののオールナイトニッポン0(ZERO)（ニッポン放送）                                                                            | 3:00 佐久間宣行のオールナイトニッポン0(ZERO)（ニッポン放送）     | 3:00 マヂカルラブリーのオールナイトニッポン0(ZERO)（ニッポン放送）                 | 3:00 三四郎のオールナイトニッポン0(ZERO)（ニッポン放送）         |
| 4                                                 | 3:00 キタニタツヤのオールナイトニッポン0(ZERO)（ニッポン放送）                                                                    | 3:00 あののオールナイトニッポン0(ZERO)（ニッポン放送）                                                                            | 3:00 佐久間宣行のオールナイトニッポン0(ZERO)（ニッポン放送）     | 3:00 マヂカルラブリーのオールナイトニッポン0(ZERO)（ニッポン放送）                 | 3:00 三四郎のオールナイトニッポン0(ZERO)（ニッポン放送）         |
| 4:30 上柳昌彦 あさぼらけ（ニッポン放送）          | | |                                                                  |                                                                                    | 3:00 三四郎のオールナイトニッポン0(ZERO)（ニッポン放送）         |

#### 週末
| 時                                                                     | 土曜日                                                                                                 | 日曜日                                                                             |
| ---------------------------------------------------------------------- | --- | ---------------------------------------------------------------------------------- |
| 5                                                                      | 5:00 林哲司&半田健人 昭和音楽堂（静岡放送）                                                            | 5:00 明日への扉〜いのちのラジオ〜 ～未来へ向かって～栄光のレジェンド（ラジオ関西） |
| 5                                                                      | 5:30 心の灯                                                                                            | 5:00 明日への扉〜いのちのラジオ〜 ～未来へ向かって～栄光のレジェンド（ラジオ関西） |
| 5                                                                      | 5:35 週刊 なるほど!ニッポン（ニッポン放送）                                                            | 5:00 明日への扉〜いのちのラジオ〜 ～未来へ向かって～栄光のレジェンド（ラジオ関西） |
| 5                                                                      | 5:45 解決!知っ得プレミアム                                                                             | 5:00 明日への扉〜いのちのラジオ〜 ～未来へ向かって～栄光のレジェンド（ラジオ関西） |
| 6                                                                      | 6:00 土曜朝6時 木梨の会。（TBSラジオ）                                                                 | 6:00 西本願寺の時間                                                                |
| 6                                                                      | 6:00 土曜朝6時 木梨の会。（TBSラジオ）                                                                 | 6:10 おはよう!ニッポン全国消防団（ニッポン放送）                                   |
| 6                                                                      | 6:00 土曜朝6時 木梨の会。（TBSラジオ）                                                                 | 6:20 1万年堂出版の時間                                                             |
| 6                                                                      | 6:00 土曜朝6時 木梨の会。（TBSラジオ）                                                                 | 6:35 録音風物誌（火曜会）                                                          |
| 6                                                                      | 6:00 土曜朝6時 木梨の会。（TBSラジオ）                                                                 | 6:45 聖書の話                                                                      |
| 7                                                                      | 7:00 今旬!インフォメーション                                                                           | 7:00 世の光 いきいきタイム                                                         |
| 7                                                                      | 7:15 KNBラジオ文庫                                                                                     | 7:15 小鳩の愛〜eye〜（アール・エフ・ラジオ日本）                                   |
| 7                                                                      | 7:30 イトーとスドーのモノ申し隊!                                                                       | 7:30 夢見るクラシック                                                              |
| 7                                                                      | 7:45 まいどあり～。                                                                                    | 7:30 夢見るクラシック                                                              |
| 8                                                                      | 8:00 話題のアンテナ 日本全国8時です（TBSラジオ）                                                       | 8:00 ONE-J（TBSラジオ） ▽8:55 天気予報                                             |
| 8                                                                      | 8:15 KNBニュース・天気予報                                                                             | 8:00 ONE-J（TBSラジオ） ▽8:55 天気予報                                             |
| 8                                                                      | 8:25 KNB今週の1曲                                                                                      | 8:00 ONE-J（TBSラジオ） ▽8:55 天気予報                                             |
| 8                                                                      | 8:30 小倉・IMALUの○〇玉手箱                                                                            | 8:00 ONE-J（TBSラジオ） ▽8:55 天気予報                                             |
| 8                                                                      | 8:45 旬!SHUN!ピックアップ                                                                              | 8:00 ONE-J（TBSラジオ） ▽8:55 天気予報                                             |
| 9                                                                      | 9:00 志の輔ラジオ 落語DEデート（文化放送）                                                             | 8:00 ONE-J（TBSラジオ） ▽8:55 天気予報                                             |
| 9                                                                      | 9:55 KNBニュース                                                                                       | 8:00 ONE-J（TBSラジオ） ▽8:55 天気予報                                             |
| 10                                                                     | 10:00 高原兄の5時間耐久ラジオ 長て長てこたえられんが                                                   | 10:00 ますだおかだ岡田圭右とアンタッチャブル柴田英嗣のおかしば （文化放送）        |
| 11                                                                     | 10:00 高原兄の5時間耐久ラジオ 長て長てこたえられんが                                                   | 10:00 ますだおかだ岡田圭右とアンタッチャブル柴田英嗣のおかしば （文化放送）        |
| 12                                                                     | 10:00 高原兄の5時間耐久ラジオ 長て長てこたえられんが                                                   | 10:00 ますだおかだ岡田圭右とアンタッチャブル柴田英嗣のおかしば （文化放送）        |
| 13                                                                     | 10:00 高原兄の5時間耐久ラジオ 長て長てこたえられんが                                                   | 13:00 爆笑問題の日曜サンデー（TBSラジオ）                                          |
| 14                                                                     | 10:00 高原兄の5時間耐久ラジオ 長て長てこたえられんが                                                   | 13:00 爆笑問題の日曜サンデー（TBSラジオ）                                          |
| 15                                                                     | 15:00 伊東四朗 吉田照美 親父・熱愛（文化放送）                                                         | 15:00 三宅裕司のサンデーヒットパラダイス（ニッポン放送）                           |
| 16                                                                     | 15:00 伊東四朗 吉田照美 親父・熱愛（文化放送）                                                         | 16:00 Nissho プレゼンツ 渡部絵美の住まいるハウス（TBSラジオ）                      |
| 16                                                                     | 15:00 伊東四朗 吉田照美 親父・熱愛（文化放送）                                                         | 16:30 イモトアヤコのすっぴんしゃん（TBSラジオ）                                    |
| 17                                                                     | 17:00 レディオ・グラフィティ 〜音楽の風に吹かれて〜                                                    | 17:00 志の輔&雷鳥のなんでか?ニッポン                                               |
| 17                                                                     | 17:30 わくわくお届け便                                                                                 | 17:30 熊木杏里 夢のある喫茶店（HBCラジオ）                                         |
| 17                                                                     | 17:45 ウィークエンドネットワーク（TBSラジオ）                                                          | 17:30 熊木杏里 夢のある喫茶店（HBCラジオ）                                         |
| 17                                                                     | 17:50 イブニングbox                                                                                    |                                                                                    |
| 18                                                                     | 18:00 夢見るクラシック（再放送）                                                                       | 18:00 宮治淳一のラジオ名盤アワー（アール・エフ・ラジオ日本）                       |
| 18                                                                     | 18:30 松村邦洋のOH-!邦自慢（山口放送）                                                                 | 18:00 宮治淳一のラジオ名盤アワー（アール・エフ・ラジオ日本）                       |
| 18                                                                     | 18:55 天気予報                                                                                         |                                                                                    |
| 19                                                                     | 19:00 スタンド・バイ・見取り図（TBSラジオ）                                                            | 19:00 THE BEATLES 10（アール・エフ・ラジオ日本）                                   |
| 20                                                                     | 20:00 空気階段の踊り場（TBSラジオ）                                                                    | 20:00 クリス松村の「いい音楽あります。」（アール・エフ・ラジオ日本）               |
| 21                                                                     | 21:00 藤田ニコルのニコニチ（TBSラジオ）                                                                | 21:00 ハライチのターン!（TBSラジオ）                                               |
| 21                                                                     | 21:30 宮沢和史の琉球ソングブック（ラジオ沖縄）                                                         | 21:00 ハライチのターン!（TBSラジオ）                                               |
| 22                                                                     | 22:00 福山雅治と荘口彰久の「地底人ラジオ」（渋谷のラジオ）                                             | 22:00 ランジャタイによりますと                                                     |
| 22                                                                     | 22:00 福山雅治と荘口彰久の「地底人ラジオ」（渋谷のラジオ）                                             | 22:30 アルコ&ピース D.C.GARAGE（TBSラジオ）                                        |
| 23                                                                     | 22:00 福山雅治と荘口彰久の「地底人ラジオ」（渋谷のラジオ）                                             |                                                                                    |
| 23:30 SixTONESのオールナイトニッポンサタデースペシャル（ニッポン放送） | 23:30 ミューコミVR（ニッポン放送）                                                                     |                                                                                    |
| 23:30 SixTONESのオールナイトニッポンサタデースペシャル（ニッポン放送） | 23:30 ミューコミVR（ニッポン放送）                                                                     | 0                                                                                  |
| 23:30 SixTONESのオールナイトニッポンサタデースペシャル（ニッポン放送） | 0:30 あにまにあ（北陸放送）                                                                            |                                                                                    |
| 1                                                                      | 1:00 オードリーのオールナイトニッポン（ニッポン放送）                                                  | （1:00 - 5:00 放送休止）                                                           |
| 2                                                                      | 1:00 オードリーのオールナイトニッポン（ニッポン放送）                                                  | （1:00 - 5:00 放送休止）                                                           |
| 3                                                                      | 3:00 オールナイトニッポン0（ニッポン放送） ヤーレンズのオールナイトニッポン0（最終週）（ニッポン放送） | （1:00 - 5:00 放送休止）                                                           |
| 4                                                                      | 3:00 オールナイトニッポン0（ニッポン放送） ヤーレンズのオールナイトニッポン0（最終週）（ニッポン放送） | （1:00 - 5:00 放送休止）                                                           |

#### 特別番組
| 番組名                                 | 放送曜日・時間                                                         |
| -------------------------------------- | ---------------------------------------------------------------------- |
| KNBダイナミックナイター                | 4月 - 9月の水曜 - 金曜、ニッポン放送ショウアップナイターをネット受け。 |
| KNBナイターミュージック                | 4月 - 9月の水曜 - 金曜 21:00 - 22:00                                   |
| 富山民放ラジオ7局ネット 防災スペシャル | 原則として9月1日 9:00 - 11:00                                          |
| 高等学校ラジオ作品コンクール           | 東海ラジオ - 12月下旬頃に特別番組として3日間ほど放送。                 |
| 箱根駅伝実況中継                       | 文化放送より毎年1月2日・3日にネット。                                  |
| 天皇盃 全国男子駅伝実況中継            | 中国放送より毎年1月第3日曜 12:15にネット。                             |

### 過去の番組

#### 自社制作番組
平日午前
- 奥様パートナー
- 牛島通り午前7時（1976年4月5日 - 1978年3月）
- さわやかワイドKNB（1978年4月 - ）（生放送）
- モーニングダイヤル ラジオでおはよう（1981年4月 - 、6:50 - 9:00）（生放送）
- おはようパートナー（1981年4月 - 、 9:10 - 10:00）
- 10時のラジオ（1981年4月 - 、 10:10 - 11:00）
- くらしのしおり（1981年4月 - 、 11:10 - 12:00）
- きらめいて朝!吉友嘉久子です（1984年4月 - 1989年4月、9:00 - 11:00）（生放送）
- ら・じ・お空間わたしのアトリエ（9:00 - 11:00）（生放送）
- ラジオでチャチャチャ!ビタミンワイド→かずいえなおき朝市Radio（生放送）

平日午後
- ハロー!とやま（1976年4月5日 - 1978年3月）（生放送）[96]
- ほのぼのワイドKNB（1978年4月 - ）（生放送）
- 1時のスタジオ（1981年4月 - 、 13:10 - 14:00）
- あきらと光子のただいま参上!ラジオ[97]→坂田あきらのただいま参上!ラジオ[98]
- 三時のワンダーランド
- ラジオジャーナル クローズアップとやま（1981年4月 - 、 14:10 - 15:00）
- ホットヒットジョッキー（1981年4月 - 、 15:00 - 15:30）
- 金沢敏子のなんでもアフタヌーン→なんでもアフタヌーン（13:00 - 15:00）
- コンビニラジオ相本商店いらっしゃいませ〜（1996年9月30日 - 2009年2月27日）（生放送）
- ご近所ラジオKNB!（2009年3月2日 - 2014年3月28日）

平日夕方
- KNBデイリーウェイヴ（生放送）
- KNBラジオ夕刊（生放送）
- KNBニュースワイド（1981年4月 - 、 17:10 - 17:45）
- 牛島町モーモー喫茶 〜みなさん お疲れ様です。〜（生放送）

土曜日
- こころの唄・愛の唄（1981年4月 - 、 9:10 - 10:00）
- 土曜サロン（1981年4月 - 、 10:10 - 11:00）
- ファミリーサタディ（1981年4月 - 、 11:10 - 12:00）
- 電リクサタデー738
- ジョイジョイとやま（1976年4月10日 - ）[99]
- AMラジオ土ようだチャ（生放送）
- さわやかワイド土曜ラジオシティ（9:00 - 12:00）
- 朝市RADIO土曜版
- カツ肇のカツとびウィークエンド（13:00 - 16:00）
- やる気ステーション（13:00 - 17:30）
- 栗田貫一のわくわくサタデー（生放送）
- 伊藤敏博のパワーステーション（生放送）
- 今村良樹のどよう極楽放送局!（生放送）

日曜日
- それ行け!サンデー（1976年4月11日 - ）
- サンデーラジオKNB（生放送）

その他
- HIPHOP BLAZIN
- KNBポップス（生放送）
- じょぶら〜☆ お仕事応援バラエティ
- ハローヤングタウンMSの街（1985年4月 - 1987年3月）
  - 当時高岡駅前にあったMSの街サテライトスタジオからの公開録音番組で毎週金曜日に公開録音していた。 現在高岡支社が入居しているウイング・ウイング高岡の場所にあたる。
- ブドウの木の下で会いましょう
- ミュージックトレイン 音楽列車で行こう
- 伊藤敏博フォークルネッサンス
- 柴田理恵の井戸端ラヂオ
- 西武・ミュージックアラベスク（1976年9月 - 1986年4月、月曜 - 土曜）
  - 当時開店したばかりの富山西武提供[注 14] の音楽番組。 その後2006年3月に富山西武が閉店の際に『コンビニラジオ相本商店いらっしゃいませ〜』内で期間限定で復活。
- 日本列島こんにちは
- 志の輔・シゲルのてるてるシゲシゲ
- 738Iam
- GOO
- POPどんぶりお夜食ナイト
- あの歌この曲
- おかしな惑星
- サンサンミュージック（生放送）
- ジャストユアタイム
- ナナムジカのナムナムタイム
- ほ〜っムズッ!母心探偵社（パーソナリティ：母心）
- 志の輔&もみの師匠!コレ知ってます?
- ミッドナイトジョッキー
- KNBヤングライフ[96]
- ユア・ステージ740
  - 1973年4月1日以降月曜 - 土曜14時から1時間、日曜13時から2時間放送。大和富山店8階の公開スタジオから生放送[100]。
- ラジオウォーズ
- ラジオマガジン（生放送）
- 羽場光明の「オレ流談話室」
- 佐藤総合研究所
- 数家直樹の気晴らしパスタイム （生放送）
- 相本芳彦のぽっぷん王国
- 沢樹舞 万能生活
- 土曜だ!歌だ!歌謡大全集（生放送）
- 夜のオープンスタジオ（生放送）
- 佐藤栄治の日本探訪（土曜 12:10 - 12:20（『高原兄の5時間耐久ラジオ 長て長てこたえられんが』に内包））
- KNBアナのラジオ朗読 ことばの泉
- でるラジ小学校 ラジオでビバ!クイズDX
- ミュージックcafe

### 開局前のサービス放送時の番組編成
1952年6月24日の番組編成。『北日本放送十年史』（1962年4月17日、北日本放送発行）72ページより。
- 9:00 - ニュース、天気予報、朝の音楽
- 12:00 - ニュース、天気予報、特集番組とテーマ音楽の紹介、新映画案内
- 18:00 - こどもニュース、童謡と音楽、特集番組とテーマ音楽の紹介
- 19:00 - ニュース、天気予報、軽音楽
- 20:00 - 特集番組紹介、名曲鑑賞
- 21:00 - ニュース・天気予報、特集番組とテーマ音楽の紹介、聴取者だより、名作物語、音楽

## テレビ

### ニュースネットワークの移り変わり
- 1959年（昭和34年）4月1日 - テレビ本放送開始。日本テレビ・ラジオ東京テレビ（現・TBSテレビ）・フジテレビ・日本教育テレビ（NETテレビ、現・テレビ朝日）とネットを組む。この時点でニュース系列を日本テレビ主体、それ以外はフリーネット。スポンサーの意向で18時から22時までラジオ東京テレビの番組の一部が入った[101]。
- 1966年（昭和41年）4月1日 - ニュースネットワークNNNに加盟。
- 1967年（昭和42年）6月 - 民間放送教育協会に加盟。
- 1969年（昭和44年）4月1日 - 富山テレビの開局によりほとんどのフジテレビ・一部のTBSテレビ・NETテレビの番組が移行。後に全てのフジテレビの番組の移行が完了する。
- 1972年（昭和47年）6月14日 - この日発足したNNSに加盟。
- 1975年（昭和50年）3月31日 - 関西地区の腸捻転解消に伴い、朝日放送制作の番組がTBS系列扱いからNET系列扱いに、毎日放送制作の番組がNET系列扱いからTBS系列扱いにそれぞれ変更される。当時の富山県にはどちらの系列局もなかったため、引き続き編成に応じて富山テレビと共有した。
- 1990年（平成2年）10月1日 - テレビユー富山（現・チューリップテレビ）の開局によりTBSテレビの番組がTUTヘ移行[注 15]。

テレビの系列については、北信越の民放各社がほとんどラジオ東京テレビ（現・TBSテレビ）とネットを組んでいたため、当初はKNBもラジオ東京テレビ（現・TBSテレビ）系列になるだろうというのが一般の見方であった。社内でもラジオ東京テレビか、日本テレビか真剣に検討が行われ、最終的にはサービス放送中に最後の断が下り、営業成績が良くプロ野球のナイター中継が多くナイターの延長にも対応可能である等の理由から日本テレビ系列主体の編成となった。

### 送信所

#### デジタル放送

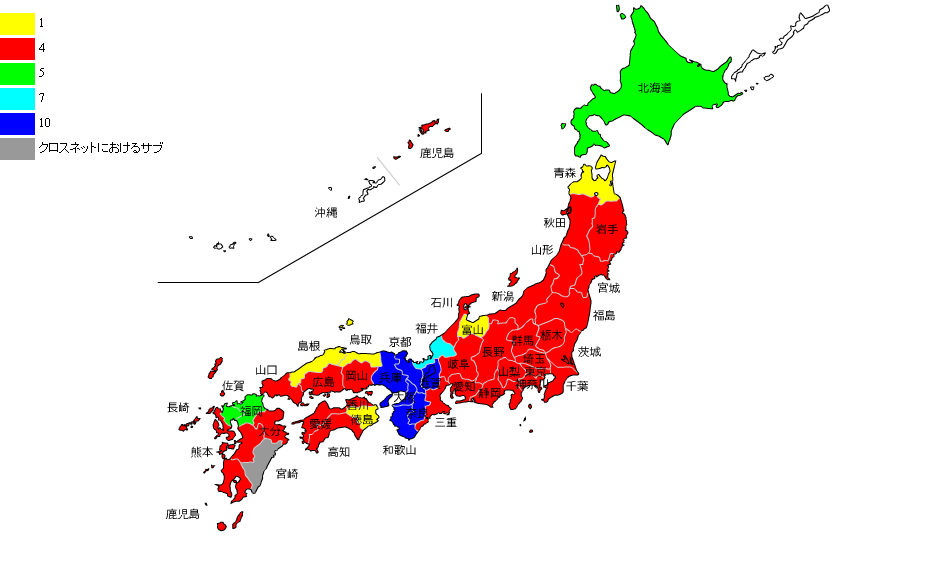
日本テレビ系列のリモコンキーID地図

親局
富山（呉羽山）：28ch 1kW リモコンキーID・1 JOLR-DTV
施設・鉄塔は既存のアナログ送信所をそのまま使用。
2004年7月1日午前4時59分15秒より出力10Wで試験放送開始。
2004年10月1日より出力10Wで本放送開始。
2004年10月12日よりフルパワー（出力1kW）へ向けた増力試験開始。
2004年12月1日より出力1kWでの放送開始。
中部地方のNNN系列フルネット局の中では唯一、リモコンキーIDに「4」を使用せずかつてのアナログ親局を踏襲した「1」を使用。NNN系列局でリモコンキーIDに「1」を使用する放送局は他に同じくアナログ親局1chを踏襲した青森放送・日本海テレビ（同局のエリア、鳥取県・島根県とは富山県とIDとパターンが全く同じ）・四国放送がある。
このため、NHK富山放送局の総合テレビのリモコンキーIDはかつてのアナログ親局と同じ「3」になっている。
在富局でリモコンキーID「4」はどこも使用していない（系列外で「4」はJNN系列のMBS毎日放送とRKB毎日放送がアナログ親局4chを踏襲している）。
中部地方の民放テレビ局でリモコンキーID「1」を使用する放送局は、ほかにFNN系列の東海テレビもかつてのアナログ親局と同じ「1」になっている。
また、この他のNNN系列でリモコンキーID「4」を使用していない放送局は、ほかに「3」のテレビ宮崎（クロスネット局）、「5」の札幌テレビ（アナログ親局5chを踏襲）と福岡放送（福岡県では先に開局したJNN系列のRKB毎日放送がアナログ親局のチャンネルと同じ「4」を使用しているため、ANN系列の九州朝日放送が「1」を選択（アナログ親局1chを踏襲）したことで空いていた番号を選択）、「7」の福井放送（クロスネット局）、「10」の読売テレビ（アナログ親局10chを踏襲）が存在する。
デジタル放送は2004年10月1日に3大都市圏以外の民間放送局としては初めて放送開始。他にNHK水戸放送局（総合テレビ・Eテレ）、NHK富山放送局（総合テレビ・Eテレ）も2004年10月1日に放送開始している。
中継局（全局掲載）
- 福光：29ch 10W

（2007年8月1日より試験電波発射、2007年10月1日より本放送開始）
- 宇奈月：46ch 1W

（2007年8月9日より試験電波発射、2007年10月1日より本放送開始）
- 高岡二上：38ch 1W

（2008年8月2日午前11時より試験電波発射、2008年10月1日より本放送開始）
- 細入：38ch 0.3W

（2008年8月8日より試験電波発射、2008年10月1日より本放送開始）
- 大山小見：38ch 0.3W

（2008年11月12日午前11時より試験電波発射、2008年12月1日より本放送開始）
- 氷見：28ch 1W
- 氷見論田：28ch 0.3W
- 宇奈月大原：28ch 0.1W
- 細入猪谷：28ch 0.3W
  - 「宇奈月大原」・「細入猪谷」の両デジタル中継局開局により、富山県内でのデジタル中継局の整備が完了（全国初）。

#### アナログ放送
2011年7月24日停波時点
親局
- 富山（呉羽山） 1ch JOLR-TV

中継局
| - 利賀 6ch（KNBテレビ及び県内民放で唯一のVHF中継局） - 宇奈月 36ch - 細入猪谷 39ch - 氷見論田 41ch - 小矢部 43ch - 大沢野 45ch - 上平 45ch - 高岡万葉 50ch - 高岡二上 52ch | - 細入 55ch - 大山小見 55ch - 越中平 55ch - 福光 56ch - 八尾小長谷 57ch - 高岡矢田 57ch - 宇奈月大原 58ch - 上平赤尾 58ch - 氷見 59ch（富山県内唯一の垂直偏波） |

サービス区域は富山県全域と石川県の大半、岐阜県飛騨地方・新潟県の一部に及ぶ。かつては石川県鳳珠郡能登町のケーブルテレビ局、能登町有線テレビ放送（旧鳳至郡柳田村時代から実施）で区域外再放送を実施していたが、アナログ放送終了と同時に再送信が廃止された。

### 現在放送中の番組
2025年4月現在。最新の放送情報は『KNBWEB テレビ番組表』を参照。太字は字幕放送。

#### 自社制作番組
- KNBニュース（詳細は当該項目参照）
- いっちゃん☆KNB（月曜 - 木曜 15:48 - 18:55、金曜 15:48 - 19:00）
  - KNB news every.（月曜 - 木曜 18:15 - 18:55、金曜 18:15 - 19:00）
- シチじん なかよし天気予報（月曜 - 木曜 18:55 - 19:00、2013年3月末で打ち切った『ヤン坊マー坊天気予報』の後継）
- アナスタ（火曜・水曜 11:25 - 11:30、土曜 9:45 - 10:00）
- ワンエフ（第1金曜 19:00 - 19:56）
- こんにちは富山県です（土曜 9:30 - 9:45、毎月最終金曜 10:25 - 10:55に再放送）
  - 富山県庁の広報番組[105]。日曜8時 - 、日曜9時半 - 、日曜11時 - 、土曜9時半 - （ともに30分間の放送）を経て、現在の放送時間となった。
- ランジャタイによりますと（第4日曜 1:00 - 1:15、2025年1月26日スタート[106]）
- ちょこミラ（日曜 12:55 - 13:30）
- サタデーナイトでchu（日曜 0:55 - 1:00）
- Netz×未来ツクルプロジェクト、とやま情報局、Tom's TV（日曜 11:45 - 12:00、日替わりで放送）
- このまちと生きる～高岡から、一歩。～（火曜 0:54 - 0:59・21:54 - 22:00、木曜 0:54 - 0:59・11:25 - 11:30、金曜 11:25 - 11:30）[107]
- KNBふるさとスペシャル（毎月最終日曜 16:00 - 16:55 なお、この5分前に事前番組『直前!KNBふるさとスペシャル』を放送している）[注 17]

#### 日本テレビ系列番組
- 24時間テレビチャリティー・リポート（月曜 11:25 - 11:30）
- キントレ（水曜 0:59 - 1:59（火曜深夜））
- 浜ちゃんが!（木曜 0:59 - 1:29（水曜深夜）、読売テレビ制作）
- 太田上田（木曜 1:29 - 1:59（水曜深夜）、中京テレビ制作）
- 光が死んだ夏（木曜 1:59 - 2:29（水曜深夜））
- オードリーさん、ぜひ会ってほしい人がいるんです。（金曜 0:59 - 1:29（木曜深夜）、中京テレビ制作）
- 東野・岡村の旅猿26（金曜 1:59 - 2:29（木曜深夜））
- ニノさん（金曜 19:00 - 19:56、同時ネット（第一金曜を除く）、第一金曜は自社制作番組『ワンエフ』放送のため土曜または日曜午後に遅れネット・スペシャル放送時は金曜19:56から短縮版を放送）
- Friday's EDGE（土曜 0:30 - 0:59（金曜深夜）、同時ネット）
- 乃木坂スター誕生!SIX（土曜 1:59 - 2:29（金曜深夜））
- スクール革命!（日曜 1:00 - 2:02（土曜深夜））
- それいけ!アンパンマン（日曜 5:15 - 5:45）
- 皇室日記（第1日曜 11:45 - 12:00）
- 上沼・高田のクギズケ!（日曜 12:00 - 12:55、読売テレビ・中京テレビ制作）
- そこまで言って委員会NP（日曜 13:30 - 15:00、同時ネット、読売テレビ制作）
- サンデーPUSHスポーツ（日曜 16:55 - 17:25、同時ネット）
- サンバリュ（不定期放送）

#### テレビ朝日系列番組
- 相席食堂（火曜 0:59 - 1:59（月曜深夜）、朝日放送テレビ制作）
- 渡辺篤史の建もの探訪（金曜 10:25 - 10:55）
- 題名のない音楽会（土曜 5:25 - 5:55）
- 相棒(season23)（土曜 13:30 - 14:26）
- スーパー戦隊シリーズ（日曜 6:30 - 7:00、現在は『ナンバーワン戦隊ゴジュウジャー』を放送）
- ドラえもん（日曜 7:00 - 7:30）[注 18]
- テレビ千鳥（不定期放送）

#### テレビ東京系列番組
- あのちゃんの電電電波♪（金曜 1:29 - 1:59（木曜深夜））
- 出川哲朗の充電させてもらえませんか?（土曜 10:00 - 11:00）
- 飯尾和樹のずん喫茶（土曜 11:00 - 11:30、BSテレ東制作）
- モヤモヤさまぁ〜ず2（日曜 2:02 - 2:50（土曜深夜））
- 日経スペシャル ガイアの夜明け（日曜 10:30 - 11:30）
- 有吉木曜バラエティ（日曜 16:00 - 16:55、『有吉バラエティ』のタイトルで放送）

#### 民間放送教育協会企画番組
- 日本のチカラ（日曜 5:45 - 6:15）
- 民教協スペシャル（毎年2月11日に放送）

### 過去に放送した番組

#### 自社制作番組
- ラブぽけ（土曜 16:30 - 17:30）
- ゼロいち（日曜 12:00 - 12:55）
- パブぽけ→いち☆スタ（土曜 9:45 - 9:55）
- デジ魂
- KNB Newsリアルタイム サンデー※HD
- KNBアナのおそばん（月 - 木）※HD
- 相本商店テレビ支店 小林でスミマセン※HD
- サタナビ
- リビングクイズ（1967年に木曜 18:15 - 18:45にて放送[108]）
- 北日本放送制作昼の帯ドラマ[注 19]
  - 夕映えの女（全国ネットの帯ドラマ。1972年4月 - 6月に放送。主演：吉岡ゆり。結ばれてはならない男女の巡り会いと破滅への道を描いた、KNBドラマの「女シリーズ」第1弾）
  - 城下町の女（全国ネットの帯ドラマ。1972年7月 - 9月に第1部、同年10月 - 12月に第2部を放送）
  - 渓流の女（全国ネットの帯ドラマ。1973年1月 - に放送。KNB20周年記念番組。主演：前田通子）
  - 海鳴りの女（全国ネットの帯ドラマ。1973年7月 - 9月に放送。主演：沢井桂子。佐渡を舞台に、カキの養殖に賭けて倒れた父の事業を継いだヒロインの物語）
  - 昼下がりの化粧（全国ネットの帯ドラマ。1973年10月 - 12月に放送。主演：三条泰子。蒸発した夫の死に疑問を持ったヒロインが、自分の全てを賭けて真相を追う）
  - 藍は愛ゆえに（全国ネットの帯ドラマ。1974年1月 - に放送。主演：真屋順子）
- ゲンコツの海（ゴールデンタイム〔水曜 19:30 - 20:00〕全国ネットの連続ドラマ。1973年1月 - 6月に放送。主演：渡辺篤史。富山県に生産拠点を置く吉田工業（現・YKK）の一社提供）
- チャンネル1（1971年4月5日 - 1988年4月2日）
- お天気さーん
- テレビマガジンNOW
- パセリ倶楽部
- ビバ!クイズ（平日夕方の富山県民なら誰でも知っていると言われる長寿番組。放送時間は1984年3月まで18:50 - 19:00。以後から1993年3月の最終回までは17:45 - 18:00。『ラジオはアメリカン』でも取り上げられる）
- KNBモーニング7
- おはようKNBです（1977年10月3日開始、1979年4月2日から92年3月終了まで『ズームイン!!朝!』に内包のうえ『ズームイン!!朝! おはようKNBです』として放送。そのためこの間午前8時前後から日本テレビの内容は放送されなかった）
- はやおきテレビ
- 朝6のってるワイド（1992年3月30日ネット開始[109]。番組内で全国放送『ジパングあさ6』内の主要コーナーも放送していたが、1995年10月の番組改編で正式に『ジパングあさ6』に内包される）
- 北日本新聞ニュース（ - 2005年9月30日、翌10月1日から『KNBニュース』へ移行）
- アンタラッチャブル
- アンタラッチャブル60
- 相本のスーパーテレビ→相本・鍋田のスーパーサタデー
- まゆまん
- どれみふぁ経済（1996年10月5日から放送）[110]
- もっともっとTOYAMA
- Evolution〜アスリートの進化形〜※HD
- ユメデジ。プラス1（月 - 金 16:55 - 19:00）※HD 以下の内容を内包していた。
  - KNBわいどプラス1（16:55 - 17:50）
  - NNNニュースプラス1（17:50 - 18:17）
  - KNBニュースプラス1（18:17 - 18:57）
    - ユメデジ以前にはKNBプラス1の予告番組『ニュース1番星!!』が放送された時代があった。
- ぷちたま（月 - 木 11:20 - 11:25）※HD（『KNBわいどプラス1』終了後、『わいど特選情報』を受け継ぐ形で商品や企業のPRを行った）
- ハイビジョンスケッチとやま遺産
- いっちゃんカターレ!
- アナ会
- アナ魂!!
- 歴史都市高岡
- いりふねテレビ、いりふねこどもテレビ
- テレビにでられディオ
- いっちゃんプッシュ
- おじゃままいどはや!![111]
- ハッピーイオン（木曜 10:50 - 10:55、2021年7月以降同名の番組はTUTにて放送開始）
- フレフレファイター!
- あなたの広場[100]
- 高校入試直前セミナー（かつて毎年2月中旬に月曜 - 金曜夕方に放送。現在は放送されていない）
- 深夜のP（2001年4月7日から日曜未明0:50 - 0:55にて放送[112]）
- 文化創造都市高岡
- TOYAMA ソラサンポ
- タカ×ミラ

#### 系列外の番組
※印は番組自体は継続中

##### テレビ朝日系列
情報
- テレビ朝日系平日朝のワイドショー※（2011年3月31日打ち切り）
  - モーニングショー→スーパーモーニング
- テレビ朝日系平日正午枠（1968年4月ネット開始、1992年4月3日打ち切り）
  - アフタヌーンショー→この秋一番!→なうNOWスタジオ→布施明のグッDAY→欽ちゃんのどこまで笑うの?!→欽どこTV!!→お昼のマイテレビ→ホットライン110番→森田健作の熱血テレビ→女38歳気になるテレビ

スポーツ
- 横浜国際女子マラソン（2012年まで毎年11月中旬に同時放送。第2回のみ日本テレビ系列番組として放送）
- 福岡国際マラソン（2012年まで毎年12月初旬に同時放送）
- 全国高校野球選手権大会中継（ABC制作、2000年まで、2001年 - 2012年はBBTで放送）
- 女子プロチャレンジゴルフ

ドラマ、時代劇
- アストロ球団
- 暴れん坊将軍
- 旅がらすくれないお仙
- 遠山の金さん捕物帳
- 遠山の金さん (杉良太郎)
- 遠山の金さん (高橋英樹)
- 名奉行 遠山の金さん
- 鬼平犯科帳 (萬屋錦之介)
- 特別機動捜査隊→特捜最前線
- 荒野の素浪人
- 荒野の用心棒
- 軍兵衛目安箱
- さすらいの狼
- 世なおし奉行
- 非情のライセンス
- 素浪人 花山大吉
- 三匹が斬る!
- 愛と死をみつめて
- テレビ朝日水曜21時枠刑事ドラマの作品※
  - 大都会25時、はぐれ刑事純情派、さすらい刑事旅情編、風の刑事・東京発、はみだし刑事情熱系、相棒（ - season22）、臨場、遺留捜査、Answer〜警視庁検証捜査官、警視庁捜査一課9係、刑事7人（シーズン2まで放送済）
- テレビ朝日日曜8時連続ドラマ（私鉄沿線97分署の途中で打ち切り）
  - 西部警察シリーズ →私鉄沿線97分署
  - ゴリラ・警視庁捜査第8班
  - 代表取締役刑事
  - 愛しの刑事
  - ザ・刑事
  - ララバイ刑事
  - 真夏の刑事
- 影武者徳川家康
- 将軍家光忍び旅
- ナショナルゴールデン劇場
- 五番目の刑事
- 木曜ミステリーの作品
  - 科捜研の女、新・科捜研の女、京都地検の女、京都迷宮案内、新・京都迷宮案内、おみやさん、その男、副署長、ホンボシ〜心理特捜事件簿〜、捜査地図の女、京都人情捜査ファイル、最強のふたり〜京都府警 特別捜査班〜、警視庁・捜査一課長（シーズン2まで）
- 木曜ドラマの作品※
  - 7人の女弁護士、小児病棟・命の季節、けものみち、お前の諭吉が泣いている、アナザヘヴン〜eclipse〜、女教師、法医学教室の事件ファイル、ナサケの女〜国税局査察官〜、黒革の手帖（2004年版・2017年版）、Wの悲劇、おトメさん、聖なる怪物たち、交渉人〜THE NEGOTIATOR〜、ドクターX〜外科医・大門未知子〜、アイムホーム、DOCTORS〜最強の名医〜、グッドパートナー 無敵の弁護士、緊急取調室（シーズン3まで）
- 月曜ドラマ・インの作品
  - さんかくはぁと、イグアナの娘、南くんの恋人、いちご白書
- ザ・ハングマンシリーズ（朝日放送テレビ制作）
- かわいい魔女ジニー（毎日放送〔当時テレビ朝日系〕制作）

アニメ
- 藤子不二雄原作のアニメ（『怪物くん』[113]、『忍者ハットリくん』、『パーマン』、『オバケのQ太郎』[注 20]、「藤子不二雄ワイド」、『ジャングル黒べえ』（この作品のみNET系時代のMBS制作））
- 東映魔女っ子シリーズ（『魔法使いサリー（1作目）』、『ひみつのアッコちゃん(1作目)』、『魔法のマコちゃん』、『さるとびエッちゃん』、『魔法使いチャッピー』、『ミラクル少女リミットちゃん』、『魔女っ子メグちゃん』、『魔女っ子チックル』、『魔法少女ララベル』）
- アンデス少年ペペロの冒険
- マシンハヤブサ
- ハロー!サンディベル
- キャンディ・キャンディ
- 美少女戦士セーラームーンシリーズ[注 21]
- キューティーハニーF(フラッシュ)
- 闘将ダイモス
- 超人戦隊バラタック
- 勇者特急マイトガイン
- 超電磁マシーン ボルテスV
- 狼少年ケン
- デビルマン
- タイガーマスク二世→あさりちゃん
- 一休さん
- 宇宙海賊キャプテンハーロック
- サイボーグ009（1979年度版）
- 愛してナイト
- 夢戦士ウイングマン
- The・かぼちゃワイン（途中で打ち切り）
- 宇宙船サジタリウス（途中で打ち切り、後にフジテレビTWOでKNB未放送分を含め再放送を行っていた）
- クレヨンしんちゃん（※HD）（途中で打ち切り）
- 遊☆戯☆王（無印を放送、『…デュエルモンスターズ』はBBTで放送）
- 少年忍者風のフジ丸
- 若草のシャルロット（朝日放送テレビ制作）
- はいからさんが通る（朝日放送テレビ制作）
- 朝日放送テレビ制作日曜朝8時30分枠のアニメ（枠としては※）[注 22]
  - ビックリマン→新ビックリマン→まじかる☆タルるートくん→スーパービックリマン→GS美神
  - その他のシリーズは富山テレビやチューリップテレビで放送
- おそ松くん（毎日放送〔当時テレビ朝日系〕制作）

特撮
- ナショナルキッド
- ザ・カゲスター
- 人造人間キカイダー
- がんばれ!!ロボコン
- プロレスの星 アステカイザー
- 愛の戦士レインボーマン(特撮)
- 仮面ライダーシリーズ（毎日放送制作、腸捻転解消後もネット。）
  - 仮面ライダー
  - 仮面ライダーV3
  - 仮面ライダーX
  - 仮面ライダーアマゾン
- スーパー戦隊シリーズ（当初から一貫してKNBで放送。ただし、放送が半年以上遅れだった時期がある）
- メタルヒーローシリーズ（『宇宙刑事ギャバン』のみ放送）
- 5年3組魔法組
- 透明ドリちゃん

その他
- 二人の食卓 〜ありがとうのレシピ〜
- 世界の車窓から※（途中打ち切り）
- 徹子の部屋※（途中で打ち切り、2016年放送の『徹子の部屋 祝40周年 最強夢トークスペシャル』はTUTにて遅れネット）
- もしものシミュレーションバラエティー お試しかっ!
- 隠れ家ごはん!〜メニューのない料理店〜→いまどき!ごはん→笑顔がごちそう ウチゴハン→〜世界にひとつ〜ミラクルレシピ!→ごはんジャパン
- 愛川欽也の探検レストラン
- 誘われて二人旅
- 美女紀行!E湯!E味
- 邦子と徹のあんたが主役
- さんまのナンでもダービー→ウッチャンナンチャンの炎のチャレンジャーこれができたら100万円!!→いきなり!黄金伝説（2006年9月に打ち切り、2007年10月からTUTで再開）
- スポコン!
- クイズタイムショック
- 日曜19時後半象印マホービン一社提供枠
  - 象印歌のタイトルマッチ→ 象印スターものまね大合戦→象印ヒット作戦 1!2!3!→象印ライバル対抗大合戦!→象印クイズ ヒントでピント→象印ニュースクイズ パンドラタイムス
- ビートたけしのスポーツ大将
- あまから問答
- カーグラフィックTV※（一時期のみ）
- パパパパパフィー（一時期のみBBTでも放送）
- 100万円クイズハンター
- 決定!これが日本のベスト100（一時期のみ）
- 川崎敬三の料理ジョッキー
- 何かとワイド面白地球
- 快感MAP
- 愛のエプロン（2007年4月からはチューリップテレビで放送）
- ミュージックステーション※（ネット開始以前はBBTにて放送されていた。2006年9月に打ち切り）
- タモリ倶楽部（一時期のみ）
- 明色お笑いゲーム合戦
- くりぃむナントカ
- グレートマザー物語（本放送終了後の2007年4月から翌年9月末まで放送）
- 素敵な宇宙船地球号
- 業界技術狩人 ギョーテック
- シルシルミシル（途中打ち切り、不定期）
- 日本人の3割しか知らないこと くりぃむしちゅーのハナタカ!優越館（不定期）
- ちい散歩（地井武男の急病に伴う終了のため2012年6月28日打ち切り。地井はKNBでの放送終了翌日に死去）→若大将のゆうゆう散歩→じゅん散歩
- 雑学家族
- 世界あの店この店
- にっぽんの歌
- ベストヒットUSA※
- 人生の楽園※
- 相葉マナブ※
- 食彩の王国※
- 熱闘甲子園※（BBTでも放送）
- 仁鶴・きよしのただいま恋愛中（朝日放送テレビ制作・腸捻転時代から放送）
- 食べて元気!ほらね（朝日放送テレビ制作、後にBBTでも放送）
- 新伍のわがまま大好き（朝日放送テレビ制作）
- 歴史街道（土曜・日曜の昼に放送 朝日放送テレビ制作）
- クイズ!紳助くん（朝日放送テレビ制作、一時期のみ）
- 世界痛快伝説!!運命のダダダダーン!Z（朝日放送テレビ制作）
- にっぽん菜発見 そうだ、自然に帰ろう→冒険JAPAN! 関ジャニ∞MAP→ヒットの泉〜ニッポンの夢ヂカラ!〜→だけど食堂（朝日放送テレビ制作）
- Oh!どや顔サミット（朝日放送テレビ制作）
- 最終警告!たけしの本当は怖い家庭の医学→たけしの健康エンターテインメント!みんなの家庭の医学（朝日放送テレビ制作、2012年3月打ち切り、後にTUTへ移行）
- トリニクって何の肉!?→芸能界常識チェック!（朝日放送テレビ制作）
- 帰れマンデー見っけ隊!!※（不定期放送）
- LIFE〜夢のカタチ〜※（朝日放送テレビ制作、2022年4月にBBTへ移行）
- ウラ撮れちゃいました
- がっちり買いまショウ（毎日放送制作、腸捻転時代）

##### テレビ東京系列
アニメ・特撮
- 宇宙戦士バルディオス
- サイコアーマー ゴーバリアン
- ヒカルの碁
- 楽しいムーミン一家（1995年頃から1996年末まで再放送。本放送はBBTで放送されたが全話放送されたかは不明）
- がんばれゴンベ（再放送。本放送はBBTで放送）
- まんがことわざ事典
- どんどんドメルとロン
- ウルトラマンオーブ THE CHRONICLE→ウルトラマンR/B→ウルトラマン ニュージェネレーションクロニクル→ウルトラマンタイガ→ウルトラマンクロニクル ZERO&GEED→ウルトラマンZ→ウルトラマン クロニクルZ ヒーローズオデッセイ→ウルトラマントリガー→ウルトラマン クロニクルD（第1回のみ）

その他
- スポーツTODAY（80年代中期に平日朝6:20〜6:45にテレビ東京での前日深夜放送分を放送）
- ibuki
- ド短期ツメコミ教育 豪腕!コーチング!!
- 所さんのもしも突撃隊!!→TVチャンピオン→チャンピオンズ〜達人のワザが世界を救う〜→ザ・逆流リサーチャーズ（HD）
- 腹ペコ!なでしこグルメ旅→ブラマリのいただきっ!→コレ考えた人、天才じゃね!? 〜今すぐ役立つ生活の知恵、集めました〜
- うぇぶたま
- 主治医が見つかる診療所
- いきなり結婚生活
- 三宅式こくごドリル→奥さまは外国人
- スキヤキ!!ロンドンブーツ大作戦
- 月10万円で豊かに暮らせる町&村
- 教えて!ウルトラ実験隊
- 〜空色グラフィティ〜君に会いたくて（一時期のみ）
- クエス・ファイブ
- おいしい情報の楽園
- ペット大集合!ポチたま※（後にTUT、BBTでも放送）
- 福留の22の21
- 徳光和夫の情報スピリッツ
- クイズ地球まるかじり
- 絶品!地球まるかじり
- たけしの誰でもピカソ（BBTでも放送されていた）
- 対決!マイベスト10
- ファッション通信
- テレビあっとランダム（一時期のみ）
- ザ・スターボウリング
- 猛獣ジャングル
- MUSIX!
- サブちゃんと歌仲間（途中打ち切り）
- お茶の間の真実〜もしかして私だけ!?〜
- やりすぎコージー（ - 2008年9月、1時間拡大後はBBTに移行）
- 経済ドキュメンタリードラマ ルビコンの決断
- 釣り・ロマンを求めて（一時期のみ、BBTでも放送）
- 世界を変える100人の日本人! JAPAN☆ALLSTARS→この日本人がスゴイらしい。 Brand New Japan
- 仰天クイズ! 珍ルールSHOW（途中打ち切り）
- 日米対抗ローラーゲーム
- いい旅・夢気分→にっぽん!いい旅（2014年3月打ち切り）
- 建物図鑑（2013年4月にTUTから移行）
- ファミリータイズ（1993年9月まで『モグモグGOMBO』を差し替える形で放送）[114]
- 出動!ミニスカポリス
- 極める
- SICKS〜みんながみんな、何かの病気〜
- ゴッドタン（2017年4月打ち切り）
- イチゲンさん“おはつ”できますか?
- 遊びに行こっ!（テレビ愛知制作）
- 石橋勝のボランティア21（テレビ大阪制作）
- 和風総本家→二代目 和風総本家（テレビ大阪制作）
- 藤原弘達のグリーン放談
- おとな旅あるき旅（テレビ大阪制作、2019年9月まで不定期放送）
- デカ盛りハンター※（途中打ち切り、2025年4月にBBTへ移行）
- そろそろにちようチャップリン
- 巨大企業の日本改革3.0
- 黄金の定食[115]
- 日本シン人種図鑑
- ヤギと大悟
- 有吉の世界同時中継 〜今、そっちってどうなってますか?〜
- 日経スペシャル カンブリア宮殿[注 23]

##### TBSテレビ系列
チューリップテレビ開局まで。
★印はTUT開局後に移行。☆印はKNBが途中で打ち切った番組をTUTが開局後に再開。
ドラマ
- 花王愛の劇場★
- ナショナル劇場★
- 東芝日曜劇場★
- 好き! すき!! 魔女先生（腸捻転解消前の朝日放送制作）
- 桜中学シリーズ（『3年B組金八先生』など）★
- スクール☆ウォーズ 〜泣き虫先生の7年戦争〜
- ポーラテレビ小説（1984年3月打ち切り）
- ブラザー劇場
- 七人の刑事（1961年版および1978年版を放映）
- 木曜20時枠ドラマ（日曜15:00から放送、10日遅れ）
  - ありがとう（水前寺清子など主演）
  - ビートたけしの学問ノススメ　など多数
- 金曜21時枠ドラマ（1988年3月まで月曜22:00、1988年4月から日曜22:30から放送）
  - 男女7人夏物語
  - 男女7人秋物語
  - 大人になるまでガマンする
  - 親子ジグザグ　など多数
- 金曜ドラマ
  - ふぞろいの林檎たち（『III』以降はTUTで放送）
  - 金曜日の妻たちへシリーズなど多数
- サザエさん（1965年のテレビドラマ・テレビアニメはT34（現・BBT）で放送）
- Gメン'75
- CBC制作昼の連続ドラマ（CBCテレビ制作、1975年3月の時点では同時ネット[116]）☆
- 妻そして女シリーズ（毎日放送制作、平日午前に遅れネット）☆

アニメ・特撮
- ウルトラシリーズ（『ウルトラマン』、『ウルトラセブン』、『ザ☆ウルトラマン』のみ。それ以外はBBT・TUTで放送。『帰ってきたウルトラマン』『ウルトラマンレオ』も放送された事があるが、共に途中で放送打ち切り）
- まんが世界昔ばなし
- ビッグX
- 不二家の時間（『ポパイ』、『オバケのQ太郎』、『パーマン』、『怪物くん』など）
- ウメ星デンカ
- 月光仮面
- まんが日本昔ばなし（毎日放送制作、1990年10月から最終回までの本編と2005年10月19日からのデジタルリマスター版はTUTで放送）★
- 仮面ライダーシリーズ（毎日放送制作、腸捻転解消前もネット。テレビ朝日制作の平成シリーズは龍騎のみTUTで放送）
  - 仮面ライダーストロンガー
  - 仮面ライダー (スカイライダー)
  - 仮面ライダースーパー1
  - 仮面ライダーBLACK
  - 仮面ライダーBLACK RX
- ワンワン三銃士（毎日放送制作）
- 愛の学校クオレ物語（毎日放送制作）

その他
- すてきな出逢い　いい朝8時★
- 世界の結婚式（途中でBBTに移行）
- キッチンパトロール★
- ビジネスズームアップ★
- 時事放談→日曜放談☆
- クイズ100人に聞きました（1984年9月末まで）☆
- 兼高かおる世界の旅
- ロッテ 歌のアルバム
- ヤング720
- ブラザーファミリーアワー（1984年3月打ち切り）
  - 人生ゲームハイ&ロー→クイズ天国と地獄
- 欽ちゃんの週刊欽曜日
- 伊賀の影丸
- 全国高等学校ラグビーフットボール大会★
- 皇室アルバム（毎日放送制作、1974年にT34〔現・BBT〕へ移動し、TUT開局と同時にそちらに移行）
- 野生の王国（毎日放送制作、腸捻転時代から放送。ただし、解消直後からの一時期はBBTで放映）
- ヤングおー!おー!（毎日放送制作、腸捻転解消後からネット）
- 世界まるごとHOWマッチ（毎日放送制作）
  - 後番組の『世界まるごと2001年』は、TUT開局後にそちらで放送開始した。
- 奥様はスーパーマン（北陸放送制作、1987年10月24日から1989年3月まで土曜 10:15 - 10:30[117]に放送されていたライオン提供の15分番組、福井放送にもネット）
- おやじバンザイ（腸捻転解消前の朝日放送テレビ制作）

##### フジテレビ系列
BBT開局まで。☆はBBTへ移行した番組。
- プロ野球ニュース（第1期を金曜早朝に遅れネット）
- 銭形平次 (大川橋蔵)
- 鉄腕アトム(白黒作品)
- 鉄人28号(1作目)
- 妖怪人間ベム（1968年度のアニメ版[注 24]。）
- ジャングル大帝
- ちびっこ怪獣ヤダモン
- リボンの騎士
- 怪獣王子
- ロボタン(第1作)
- スター千一夜
- ズバリ!当てましょう（BBT開局後もしばらくネット）
- ライオン奥様劇場☆
- キンカン素人民謡名人戦☆
- 忍者部隊月光
- ハリスの旋風
- 三匹の侍
- マグマ大使
- 日清ちびっこのどじまん☆
- 仮面の忍者 赤影（関西テレビ制作）

BBT開局後
- 新・宇宙大作戦
- マッハGoGoGo（1974年1月頃に火曜夕方に放送。本放送終了からかなり後の放送となる）

##### 韓流ドラマ
- パリの恋人
- 真実

##### その他
- 毎日放送制作土曜朝のワイドショー★（テレビ朝日系列からTBSテレビ系列へネットチェンジしてからも放送）
  - ウィークエンドショー→ウィークエンドモーニングショー→八木治郎ショー→八木治郎ショー いい朝8時→すてきな出逢い いい朝8時
- タッチ（再放送、本放送はBBT）
- MUSIC JAPAN→Music holic→Break Point!（岩手めんこいテレビ制作）
- ビルボード Top30（一時期のみ、TOKYO MX制作）
- Channel a（tvk制作）
- 横浜ASフリューゲルスアワー（tvk制作）
- ザ・グリッド
- ブカツの天使
- 花咲くいろは、Another、RDG レッドデータガール、有頂天家族→有頂天家族2、ハルチカ〜ハルタとチカは青春する〜、天晴爛漫!（いずれもP.A.WORKS制作のUHFアニメ）
- 艦隊これくしょん -艦これ-
- 週刊デンカch
- 転生したらスライムだった件

### 開局当日の番組編成
『北日本放送十年史』（1962年4月17日、北日本放送発行）228 - 229ページ『感激のTV本放送』より。
- 9:40 - 開局をお祝いして（座談会）
- 10:15 - 特別番組「邦舞操三番叟」
- 10:45 - 狂言「二人袴」
- 11:00 - 歌謡曲大会「春の曙」
- 12:00 - テレニュース
- 12:15 - 演芸「脱線四月馬鹿」
- 12:40 - 婦人ニュース
- 13:00 - 奥様お料理メモ
- 13:15 - テストパターン・コンサート
- 13:45 - 特別スキー映画
- 14:00 - プロ野球（後楽園球場）
- 16:15 - テストパターン・コンサート
- 16:30 - 民謡舞踏お国めぐり
- 17:40 - テストパターン
- 17:50 - お知らせ・天気予報
- 18:00 - 轟先生
- 18:11 - 北日本新聞ニュース
- 18:15 - 喜劇天国「若様お忍び」
- 18:45 - KNBニューススフラッシュ
- 18:55 - 国際ニュース
- 19:00 - ビーバーちゃん（日本テレビ水曜7時枠連続ドラマ）
- 19:30 - 歌はあなたと共に
- 20:00 - ヤシカゴールデン劇場「勧進帳」
- 21:00 - 今日の出来事
- 21:10 - お坊ちゃんシリーズ
- 21:45 - ジャストパレード
- 22:00 - スリラードラマ
- 22:30 - おしらせ・天気予報
- 22:35 - 放送終了

### 情報カメラ
- 富山市（本社屋上）
- 高岡市（ウイング・ウイング高岡屋上）
- 滑川市（富山湾）
- 立山連峰（天狗平山荘屋上） - NNN系列局の情報カメラの中では最も高い標高2,300mの所に設置。
- 砺波平野（鉢伏中継局に設置・現在休止中）
- 富山空港

## 歴代社長
- 横山四郎右衛門（報知新聞出身。北日本新聞第2代社長）
- 横山良一（北陸電力出身。- 1994年（平成6年））
- 角尾信一（三井物産出身。1994年（平成6年） - 2000年（平成12年））
- 横山哲夫（北日本新聞出身。2000年（平成12年）3月 - 2019年（令和元年）6月18日）
- 瀧脇俊彦（生え抜き。2019年（令和元年）6月19日 - 2023年（令和5年）6月22日）
- 島谷浩司（生え抜き。2023年（令和5年）6月23日 - ）

## アナウンサー

### 現職アナウンサー
当初は専門職で採用していたが、現在は総合職として採用している。

#### 男性
- 1988年 数家直樹
- 1990年 佐藤栄治
- 2005年 上野透
- 2018年 佐伯翔太
- 2022年 南歩薫

#### 女性
- 1988年 平島亜由美（アナウンス部長）
- 1992年 武道優美子
- 2007年 柳川明子
- 2014年 大沢綾子
- 2015年 山下千晴
- 2020年 森本千瑛
- 2023年 平百恵（長崎文化放送より移籍）
- 2024年 菊地優希

### 異動したアナウンサー
- 男性
  - 荒瀬洋太（現販促事業部）
  - 湊晃（現販促事業部）
  - 庄司幸寛（現営業部）
- 女性
  - 永井宏子（現販促事業部）
  - 横島繭子（現ライツ部）
  - 小林淳子（現販促事業部）
  - 陸田陽子（現編成部）

### 退社したアナウンサー

#### 男性
- 1955年
  - 稲垣健次（ - 1992年、定年退職）
- 1958年
  - 酒井昌則（ - 1995年、定年退職）
- 1961年
  - 玉木久雄（ - 1993年、アナウンス部長を歴任後、定年退職）
- 1966年
  - 向井嘉之（元常務・元聖泉大学教授・現ジャーナリスト）
- 1976年
  - 鞍田朝夫（元朝日放送[注 25]、 - 1995年。後に役員）
- 1979年
  - 相本芳彦（ - 2009年、後にアナウンス部長、ラジオセンター部長。第45回衆議院議員総選挙出馬準備のため、退社。選挙では落選し、その後はフリーアナウンサーとして活動、高岡ケーブルネットワーク）
- 1985年
  - 滝本真（ - 1988年、後に岐阜放送アナウンサー→家業を継ぐ為、退社）
- 1986年
  - 田村正浩（ - 1991年、後に青森朝日放送→現フリー）
- 1991年
  - 澤武博之（ - 1995年、現・KBS京都）
- 1992年
  - 木下一哉（ - 2024年）
- 1993年
  - 有沢義之（ - 2001年、元・茨城放送、後に営業局に異動。営業局在籍時に起こした刑事事件の責任を取る形で退社）
- 1994年
  - 渡辺一宏（ - 2004年、現・フリー）
- 1997年
  - 稲垣真一（ - 2004年、現・地元の石川テレビアナウンサー）
- 1999年
  - 岩井克行（ - 2007年）
- 2003年
  - 宮入千洋（ - 2007年、現・地元の信越放送）
- 2015年
  - 網谷辰海（ - 2025年）
- 池田勉（定年退職）
- 越前修（定年退職）
- 大谷洋右（チャンネル１、みんなの県政）
- 鍛冶優吉
- 小森法孝（元文化放送）
- 中谷友雄
- 広瀬正一
- 藤村義美

#### 女性
- 1966年
  - 小林美悠紀（旧姓・西本。定年退職）
- 1967年
  - 水本留美子（旧姓・関井。定年退職）
- 1970年
  - 金沢敏子（ - 1990年、旧姓島。後に制作部専任部長を経て、定年退職）
- 1971年
  - 大石あつ子（旧姓・洲崎。後にラジオディレクター）
- 1984年
  - 小野原里佳（ - 1987年）
- 1995年
  - 水口愛弓
- 1997年
  - 河村彩子
  - 高橋紀代美（ - 1999年、2002年 - 2005年、現・富山エフエム放送パーソナリティ）
- 1999年
  - 高野知香子（ - 2009年、元ホットスタッフ所属）
  - 中島真紀子（ - 2021年）　
  - 前田朱由（ - 2000年）
  - 山村美樹（ - 2007年12月）
- 2000年
  - 辻村真理子（4月入社 - 2007年3月）
- 2001年
  - 澤木麻弥（ - 2004年、現・ジョイスタッフ所属フリー）
- 2002年
  - 園家智寿
  - 中里美佳（ - 2006年、後に地元のテレビ岩手）
- 2004年
  - 栂安亜紀（ - 2008年9月）
- 2005年
  - 木地智美（ - 2009年、退社後気象予報士の資格取得し富山テレビなどで活動後[119]、富山市議会議員）
  - 武部知春（ - 2010年）
- 2007年
  - 鍛冶絵里子（ - 2015年、ラジオたかおかパーソナリティ、現在は41プロモーション所属のフリーアナウンサー）
  - 柴田泰佳（ - 2023年3月。退社後もKNBのテレビへの出演を継続）
- 2010年
  - 舟本真理（ - 2017年9月、現・チューリップテレビキャスター）
- 2011年
  - 粟島佳奈子（ - 2024年）
- 2013年
  - 川口智美（ - 2015年、現・フリー、ホリプロ所属）
- 2014年
  - 中島凪（ - 2022年、2014年度は警察担当記者）
- 石山倫子
- 梅田恵子
- 大割郁代
- 川崎光子
- 栗本賀世子
- 澤直美（現・フリーアナウンサー、オフィスキュー代表）
- 鍋田恭子（元・同局のラジオリポーター「エコーメイト」。退社後もKNBのテレビ・ラジオとも出演が多い。現・友井音楽事務所所属）
- 松平寛未
- 三浦ちあき（後にエフエム石川を経て和歌山放送パーソナリティを務めた）
- 水野光子
- 水野洋子
- 村上由美（現・SPEEDチャンネルキャスター）
- 百瀬由璃絵
- 雪山玲子（夫は元産経新聞記者で善巧寺住職・雪ん子劇団創設者の雪山隆弘<旧姓：藤田、1990年死別>。）

## イベント
毎年開催されているメインイベント
- いっちゃん!リレーマラソン
毎年6月の第1日曜日に太閤山ランドで開催するイベント。2012年（平成24年） - 。
- KNBサマーフェスティバル
開局記念日にあたる毎年7月の第1日曜日に北日本放送本社社屋及び、ブールバールエリアで開催するイベント。イベントの模様はラジオで生中継される。1997年（平成9年） - 。当初は『KNB大バザール』という名称であった。

2020年（令和2年）は新型コロナウイルスの影響で両方とも開催中止。
いっちゃん!リレーマラソンは2021年（令和3年）はオンラインで開催したが、KNB大バザールは2021年（平成3年）も開催中止。2022年（令和4年）は7月3日にKNB大バザールが3年ぶりに開催された。なお、2023年（令和5年）からは「KNBサマーフェスティバル」となった。

### その他イベント
- 毎年秋頃には、『KNB秋の大収穫祭』という富山県産の野菜や果物などを販売するイベントがテクノホールで行われ、イベントの模様も『KNBサマーフェスティバル』と同様にラジオで生中継される。また、番組プロデュースのメニューも限定販売されている。
- 毎年5月3日から5月5日まで太閤山ランドで『いきいき射水太閤山フェスティバル』が野外劇場近くで開催されている。
- 『24時間テレビ 「愛は地球を救う」』放送時には本社ロビーがメインの募金会場として使用され、視聴者が募金として持参した貯金箱置き場のセット裏には過去のチャリTシャツが展示されている。また、本社ロビーで募金に協力した人には毎回番組テーマに関連したメッセージ用紙を記入し、メッセージ用紙はセットのパネルに張り出される。2013年（平成25年）からは第2のメイン会場としてイオンモール高岡1階のセントラルコートが、2015年（平成27年）からは第3のメイン会場としてイオンモールとなみ1階のチューリップコートが使用されるようになり、特設ステージで豪華ゲストによるチャリティーイベントも行われている。
- 『ドラえもん』の放映権を有する関係で、北陸三県でドラえもんや藤子・F・不二雄に関する展覧会を開催する場合は、高岡市美術館を会場としたうえでここが主催者に名を連らねて開催する[121]。

## 公式アプリ
2021年（令和3年）3月28日より公式アプリ『KNBアプリ』がサービス開始。キャッチコピーは『とやまの今にワンタップ！』。自社制作番組との連動サービスもあり、開始に併せて以前に公式サイトの専用フォームで受け付けていた番組参加はアプリでの応募に移行。ポイントサービスも存在し、アプリでのログインボーナスをはじめとして番組参加ボーナスやミニゲームでポイントを貯めることができる。貯まったポイントはKNB限定グッズやクーポンに交換可能。

## マスコットキャラクター
局のキャラクターは、ゆっちゅとめっぴとエチュー。
エチューは、不定期で平日の夕方の『いっちゃん☆KNB』などの番組や各種イベントに着ぐるみで登場している。
以前のマスコットキャラクターは『牛島モーモー』で、本社所在地の牛島町にかけてウシをモチーフとしている。
日本テレビ系列のワンセグデータ放送の富山県代表のご当地キャラクターは使用終了後にも関わらず牛島モーモーを使用している。

## 歴代のキャッチコピー
- ユメデジ。
- いつもいっちゃんKNB
- withカラフル

## 富山県外におけるテレビ欄・ラジオ欄収録の新聞
テレビ欄は、朝日新聞・読売新聞（ともに石川県版）日本経済新聞・スポーツニッポン（ともに北陸3県版）ではフルサイズ、北陸中日新聞・毎日新聞（ともに石川県版）中日新聞の岐阜県飛騨地域版・岐阜新聞（第2テレビ欄）・読売新聞新潟県版（第2テレビ欄）ではハーフサイズ以下で掲載されている。
ラジオ欄は、石川県・福井県で発行している全国紙（福井県の読売新聞を除く）・北陸中日新聞石川県版・日本経済新聞夕刊（東海3県版）に掲載されている。
石川県の北國新聞では2019年（平成31年）3月31日までテレビ欄（これに関しては元日や新聞休刊日のみ2020年（令和2年）4月12日まで朝刊に掲載していたが、2020年（令和2年）5月以降は掲載されていない）、2020年（令和2年）4月30日までラジオ欄が掲載されていたが、現在は廃止されている。ラジオ欄は夕刊のみ掲載を継続している。